# Terni
Terni è un comune italiano di 106 384 abitanti, capoluogo dell'omonima provincia in Umbria.
L'area della valle di Terni risulta interessata da insediamenti stabili già in età protostorica, come è testimoniato dalla necropoli delle Acciaierie, utilizzata a partire dall'ultima fase dell'Età del Bronzo finale fino a tutta la fase iniziale della prima Età del Ferro 
da una comunità cospicua, riconducibile alla facies protostorica detta Cultura di Terni.
L'abitato pertinente alla necropoli era posto nella fascia collinare e pedemontana a nord dell'attuale città, probabilmente nella zona della Civitella, mentre solo in età più tarda (VII sec. a.C.) si avrà la nascita di un vero e proprio centro protourbano nell'area posta alla confluenza tra fiume Nera e torrente Serra. I dati archeologici sembrano confermare, quindi, la tradizionale data di fondazione della città, collocata al 672 a.C. in base ad un'iscrizione del 32 d.C. (Corpus Inscriptionum Latinarum XI, 4170) . Le genti preromane che abitavano tali insediamenti nelle fonti latine sono chiamate Nahartes (da cui il nome della città, Interamna Nahartium, ossia dei Naharti), etnonimo che accomuna tutte le popolazioni umbre che vivevano lungo il corso del fiume Nahar (il Naia) in fondo alla valle.
Città ad elevato tasso di sviluppo industriale sin dal medioevo, quando era un ricco e combattivo libero Comune con decine e decine di mulini ad acqua, nel XIX secolo vide crescere la sua potenzialità industriale nella seconda rivoluzione industriale, tanto da essere soprannominata "La Città d'Acciaio" e la "Manchester italiana". Ospita le famose Acciaierie fondate nel 1884 e dal 1875 un'importante Fabbrica d'Armi, tuttora attiva, oltre ad impianti idroelettrici e opifici specializzati nei settori tessile e chimico. Prima città industriale in Italia dopo quelle del famoso Triangolo, ha subìto pesantissimi bombardamenti nel corso della seconda guerra mondiale da parte degli Alleati.
Nel XXI secolo, Terni conserva soprattutto una struttura moderna, sorta con le ricostruzioni post-belliche. Nonostante ciò, sono ancora rintracciabili nella città rinvenimenti archeologici dell'età del ferro, monumenti romani, medievali e barocchi. Alle zone urbane moderne si alternano paesaggi verdi (in primis la cascata delle Marmore, il Lago di Piediluco e la campagna ternana), e anche nel circondario numerose sono ancora le testimonianze di resti romani (Carsulae), medievali, rinascimentali e barocchi.
Una tradizione tarda, rifacendosi a un passo dell'Historia Augusta, attribuisce alla città umbra i natali del celeberrimo storico Publio Cornelio Tacito, al quale è intitolata una delle principali piazze cittadine e un monumento.
Terni è anche nota come “città degli innamorati” poiché presso l'omonima basilica sono custodite le spoglie di San Valentino che fu vescovo della città.

La valle di Terni all'alba, con la città e sullo sfondo i Monti Martani e della Valnerina

## Geografia fisica
Terni sorge sulle rive del fiume Nera e del fiume Serra, in una vasta e fertile valle circondata dall'Appennino umbro-marchigiano e dal Subappennino laziale. È situata al centro della penisola italica e dista 80 chilometri da Perugia, 90 da L'Aquila e 100 da Roma.

### Territorio

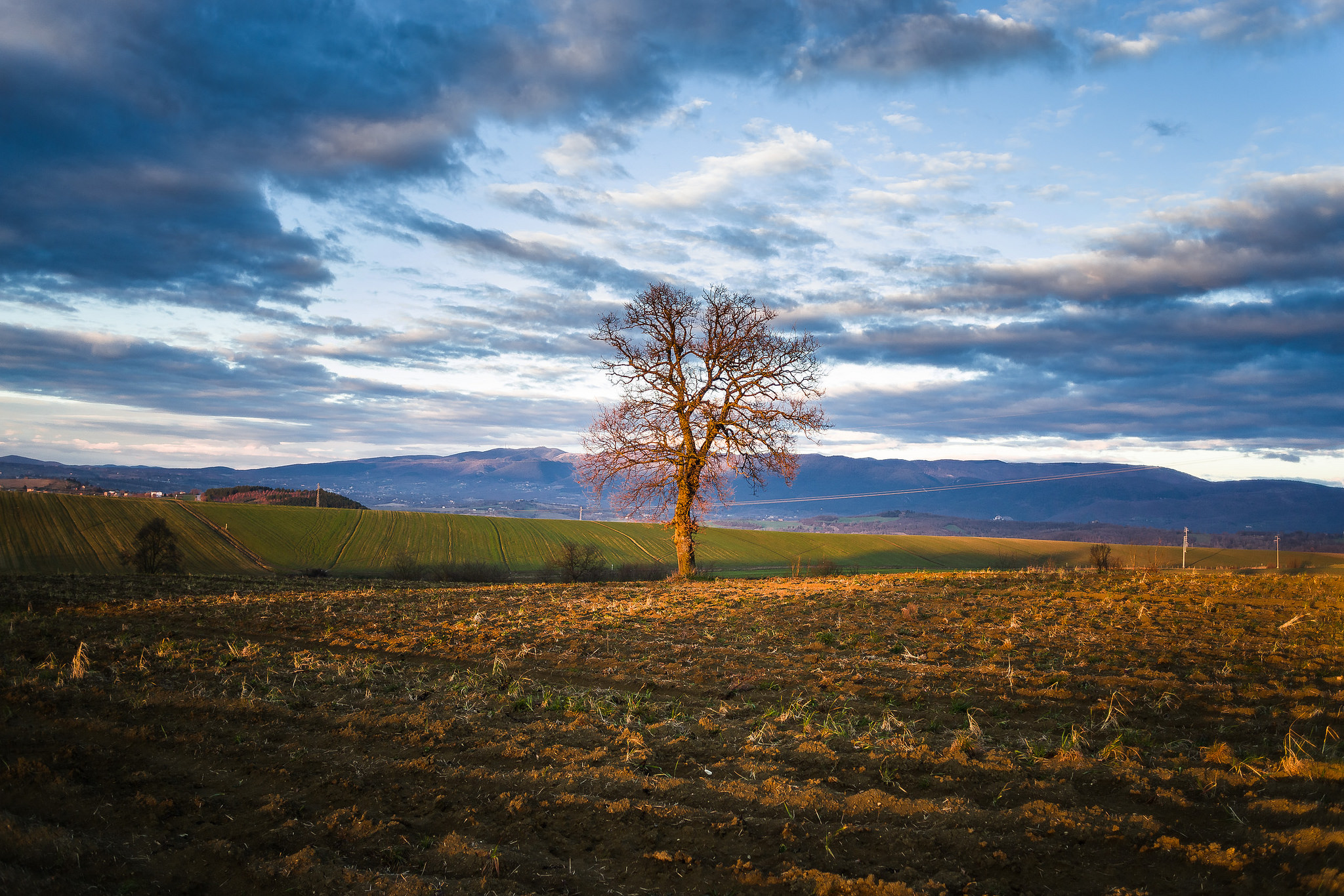
Campagna ternana a nord-ovest della città, panorama delle colline nella zona detta di Valle Antica

Il territorio comunale è ampio (212,43 km²), e si estende intorno alla città di Terni, (Val Ternana) fino alla Valnerina ad est e alle Terre Arnolfe a nord/nord-ovest.
La densità abitativa è abbastanza elevata, per la notevole presenza di aree verdi sparse nel territorio comunale.
Il territorio si è formato a causa dell'erosione dovuta al mare presente durante la preistoria. Anche per questo elemento il sottosuolo è sabbioso e quindi riduce la possibile devastazione dei terremoti che spesso si scatenano nelle zone appenniniche.

### Orografia
Il territorio comunale ha un dislivello di 1.017 m s.l.m.: si passa infatti dai 104 di Vocabolo Pantano, ai 1.121 del Monte Torre Maggiore ed è composto per il 52,6% da montagna, per il 31,6% da collina, per il 13,4% da pianura e per il 2,4% da laghi.

### Idrografia
I fiumi presenti nel territorio sono il Nera, il Serra, il Tescino, l'Aia e il canale di Recentino. Le Cascate delle Marmore sono formate dal fiume Velino che compie interamente il suo corso attraversando la provincia di Rieti e il suo capoluogo, gettandosi poi nel fiume Nera.

### Clima

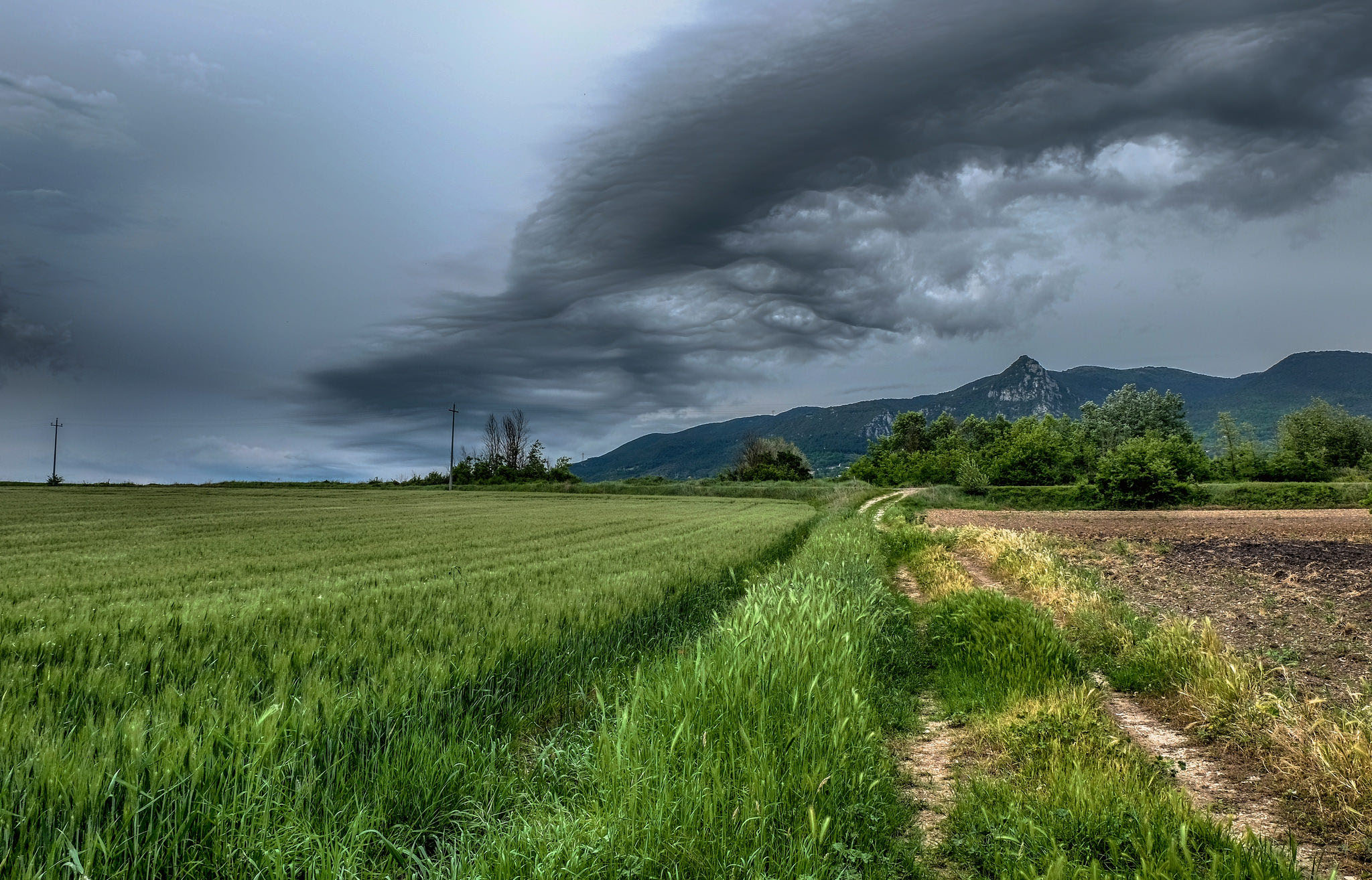
Temporale sulla campagna ternana, verso Torre Maggiore

Secondo la classificazione dei climi di Köppen, Terni appartiene alla fascia Csa, ossia al clima mediterraneo. La città gode di un clima mite e confortevole nei periodi primaverili ed autunnali.
Le stagioni più piovose sono la primavera e l'autunno, prevalentemente nei mesi di novembre e aprile. L'autunno tende inoltre a essere più caldo della primavera a causa del lento rilascio del calore assorbito dal suolo nel corso dei mesi estivi.
Per la loro posizione in una piana alluvionale intermontana, sia la città che i centri limitrofi sono soggetti a forti escursioni termiche annue: cosicché l'estate è estremamente calda, umida, poco ventilata e perciò afosa, condizione che espone il territorio a forte rischio di siccità. 
Viceversa, gli inverni sono freddi e piovosi, con notevoli picchi rigidi e intervallati fenomeni nevosi di una certa consistenza.
In generale, il clima è moderatamente ventilato, poiché i venti tendono a diminuire d'intensità incontrando le alture circostanti. Pertanto, in assenza di vento, è frequente che la nebbia, talvolta molto fitta, ricopra la valle per buona parte della giornata, soprattutto durante la stagione fredda, con elevati valori di umidità dell'aria. 
- Classificazione climatica: zona D, 1650 GR/G

| Terni                              | Mesi  | Mesi  | Mesi   | Mesi   | Mesi   | Mesi   | Mesi   | Mesi   | Mesi   | Mesi  | Mesi  | Mesi  | Stagioni | Stagioni | Stagioni | Stagioni | Anno |
| Terni                              | Gen   | Feb   | Mar    | Apr    | Mag    | Giu    | Lug    | Ago    | Set    | Ott   | Nov   | Dic   | Inv      | Pri      | Est      | Aut      | Anno |
| ---------------------------------- | ----- | ----- | ------ | ------ | ------ | ------ | ------ | ------ | ------ | ----- | ----- | ----- | -------- | -------- | -------- | -------- | ---- |
| T. max. media (°C)                 | 10,2  | 12,6  | 16,1   | 19,7   | 24,6   | 28,9   | 32,7   | 32,2   | 27,9   | 21,8  | 15,3  | 10,8  | 11,2     | 20,1     | 31,3     | 21,7     | 21,1 |
| T. min. media (°C)                 | 2,4   | 3,5   | 5,6    | 8,1    | 11,9   | 15,7   | 18,3   | 18,3   | 15,5   | 10,8  | 6,6   | 3,5   | 3,1      | 8,5      | 17,4     | 11,0     | 10,0 |
| Precipitazioni (mm)                | 66    | 68    | 63     | 65     | 69     | 60     | 26     | 57     | 83     | 102   | 110   | 83    | 217      | 197      | 143      | 295      | 852  |
| Giorni di pioggia                  | 8     | 8     | 8      | 8      | 8      | 7      | 4      | 5      | 6      | 7     | 9     | 8     | 24       | 24       | 16       | 22       | 86   |
| Eliofania assoluta (ore al giorno) | 3,3   | 4,2   | 4,8    | 5,5    | 6,9    | 7,9    | 9,4    | 8,8    | 7,1    | 5,6   | 3,8   | 3,0   | 3,5      | 5,7      | 8,7      | 5,5      | 5,9  |
| Vento (direzione-m/s)              | E 3,3 | E 3,3 | SW 3,1 | SW 3,2 | SW 3,2 | SW 3,2 | SW 3,3 | SW 3,2 | SW 2,9 | E 3,1 | E 3,1 | E 3,3 | 3,3      | 3,2      | 3,2      | 3,0      | 3,2  |

## Storia

### La nazione dei Naharki

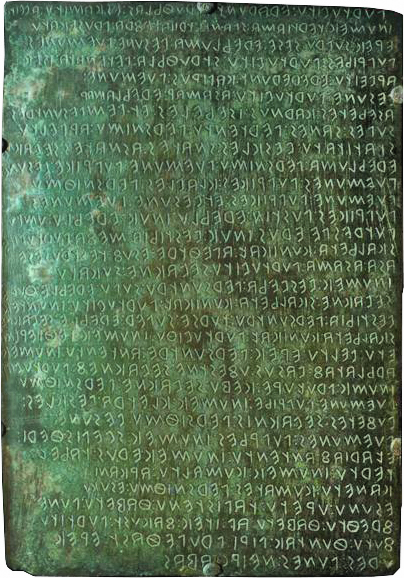
Tavola eugubina (III-II secolo a. C.)

La città, posta in una pianura alluvionale tra il fiume Nera e il torrente Serra, vide il suo territorio abitato già nel neolitico nell'età del rame, nell'età del bronzo e del ferro, come testimoniano numerosi rinvenimenti. L'età del Bronzo medio (XVI–XIII secolo a.C.) fu segnata da un'attività pastorale, di tipo transumante, contraddistinta da insediamenti in capanne e grotte. Questa attività di tipo caseario è testimoniata dai vari manufatti ceramici, ad essa connessi, rinvenuti presso Titignano, Avigliano Umbro e Narni.
Con gli inizi dell'età del Ferro (X secolo a.C.), il territorio accrebbe la propria importanza, come attestato dalla grande necropoli delle Acciaierie. In questo periodo si affermò un modello di insediamento stabile ed organizzato, supporto fondamentale per lo sviluppo della cultura ternana, una delle più importanti dell'Italia protostorica. La Necropoli dei Naharki di Terni che fu scoperta nel 1884 è la più grande dell'Europa meridionale: 2500 tombe

.

### Epoca romana

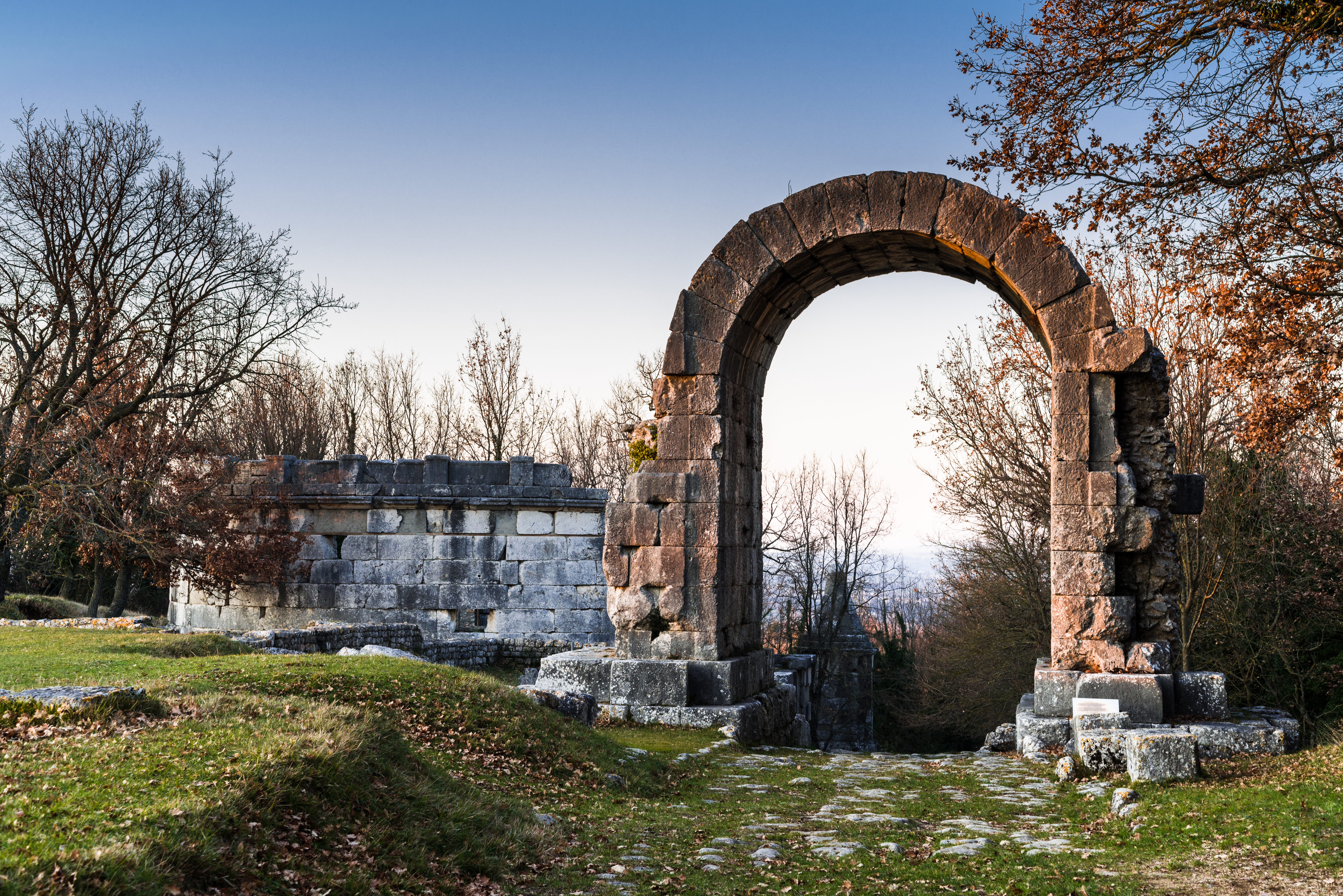
Arco di San Damiano a Carsulae

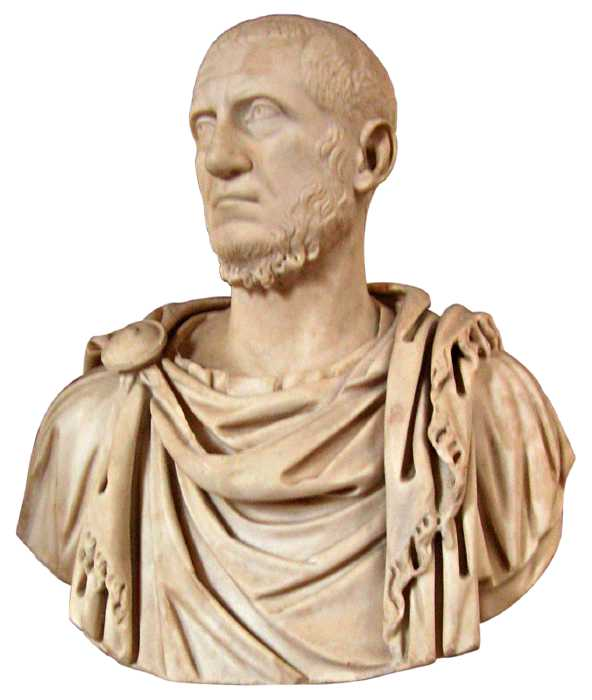
Busto di Marco Claudio Tacito

Le fonti classiche non citano quando Terni (in latino Interamna Nahars o semplicemente Interamna) entrò a far parte delle strutture amministrative romane. Nel 290 a.C., o poco dopo, Manio Curio Dentato promosse la costruzione della Via Curia (di cui non resta traccia), collegando Terni a Rieti e realizzò il taglio del costone delle Marmore, per facilitare il deflusso delle acque del Velino nel Nera; è, quindi, probabile che già all'epoca Interamna fosse romanizzata. Dopo la Guerra sociale, Interamna divenne municipium. Con la sistemazione amministrativa dell'Italia, Interamna fu iscritta alla tribù Clustumina e fu inclusa nella Regio VI Umbria. Si colloca nel periodo fra la fine del I secolo a.C. e la prima metà del I secolo d.C. la strutturazione definitiva della Terni romana. In questo periodo furono edificati templi, il teatro, due terme e l'anfiteatro.
Durante l'Impero fu teatro di alcuni avvenimenti significativi: la resa delle ultime truppe di Vitellio alle legioni di Vespasiano nel 69, l'attribuzione, da parte del Senato, dellìauctoritas imperiale a L. Settimio Severo nel 193 e l'uccisione, nel 253, nelle campagne vicine, dell'imperatore Treboniano Gallo e di suo figlio G. Vibio Volusiano, mentre si apprestavano a combattere contro le legioni dell'usurpatore M. Emilio Emiliano.
Nel 273, a 97 anni, per mano del soldato romano Furius Placidus, agli ordini dell'imperatore Aureliano venne martirizzato il primo vescovo interamnate san Valentino. Egli fu consacrato vescovo di Terni nel 197, a soli 21 anni. Egli è il patrono della città di Terni e degli epilettici. Non sappiamo con certezza la sua origine, se fosse ternano o romano, fatto certo e sicuro che egli fu il vescovo di Terni per tutta la sua vita, sin dalla sua ordinazione. La tradizione orale e storiografica ternana antica lo vuole originario di Terni.
Nel 275 d.C., a seguito dell'assassinio di Aureliano, un ternano divenne imperatore di Roma: prima il Senato e poi l’esercito decisero che il successore dovesse essere Marco Claudio Tacito, che fu richiamato dalla sua casa interamnate e incoronato:
«Nella bontà, nella clemenza, nella giustizia, nell’equità, nella prudenza, nelle liberalità e nell’altre virtù a’ Principi convenevoli, superò molti dei suoi migliori predecessori...».
Egli punì i responsabili della morte di Aureliano, riordinò la rete stradale, si rivolse contro gli Eruli e i Goti che saccheggiavano i territori dell'Asia Minore; dopo averli battuti, affidò la continuazione dell'impresa al suo fratellastro Marco Annio Floriano, suo prefetto del pretorio. Nonostante l’età si impegnò nella guerra contro i persiani che Aureliano aveva avviato. La chiuse vittorioso, ma fu l’ultima soddisfazione per lui. Aveva già la ragguardevole età di 75 anni, Marco Claudio, dopo aver ricoperto importanti cariche pubbliche (fu anche Console) si ritirò a vita privata ritornando nella sua casa natia di Interamna. Una casa che, come le altre dei Tacito, si trovava secondo gli studi e le ricerche dello storico ternano Francesco Angeloni, in quella che oggi è via Manassei: i Manassei (una delle nobili famiglia ternane più importanti nel Medioevo e Rinascimento) avrebbero appunto costruito il loro palazzo, sulla preesistente casa di Tacito. Morì nel 276, circa un anno dopo la sua nomina ad imperatore, forse a causa di febbri contratte nell'affrontare il viaggio di ritorno. Tuttavia le testimonianze degli storici latini sono insufficienti rispetto a quest'ultimo particolare. Si sa solo che a succedergli fu il fratellastro Annio Floriano. Secondo la Historia Augusta a Marco Claudio Tacito, Marco Annio Floriano e a Gaio Cornelio Tacito (loro avo), era dedicata una tomba detta: Tre Monumenti, che sorgeva nella zona di porta Spoletina, prima delle invasioni barbariche.
La diffusione del Cristianesimo è attestata dall'area cimiteriale, databile al IV secolo, sorta su una necropoli pagana. Il luogo principale di culto dedicato inizialmente a S. Maria Assunta, fu costruito probabilmente all'interno delle mura cittadine, nel luogo dove ora sorge la cattedrale.
Dopo la Guerra Gotica, durante la quale è probabile che anche Interamna sia stata, prima occupata dagli Ostrogoti, poi ripresa dai Bizantini, la conquista più significativa fu quella longobarda, avvenuta ad opera dei Duchi di Spoleto alla fine del VI secolo e compiuta già al tempo di Autari.

### Il comune nel Medioevo e nel Rinascimento

Fronte e retro di Crocifisso astile (Duomo di Terni, XIII secolo)

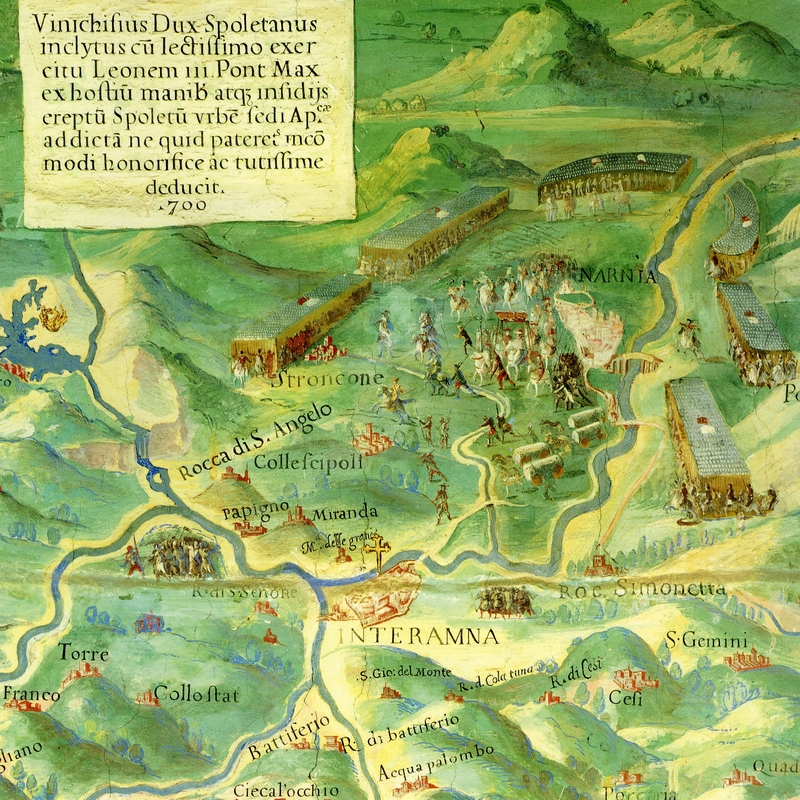
Dettaglio di Terni e del suo contado nella Mappa d'Italia (Ignazio Danti, XVI secolo, Musei Vaticani)

Nel 1174 le soldataglie del vescovo Cristiano di Magonza presero e distrussero la città con l'accusa di non pagare le presunte gabelle dovute all'imperatore.

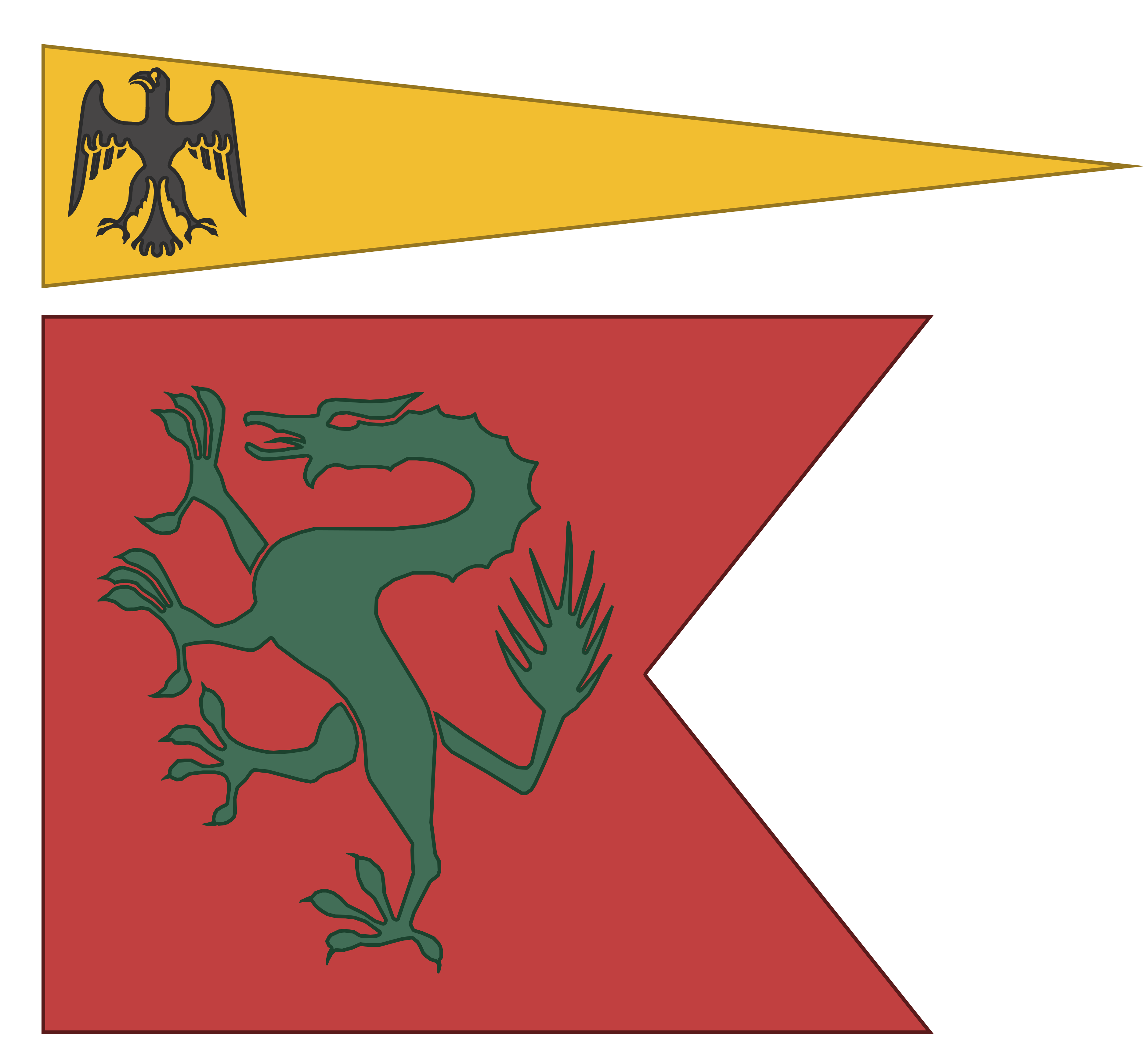
Insegne di Terni a Montaperti (1260)

Alla fine del 1100 e agli inizi del 1200 Terni aveva una magistratura composta da due consoli e un Parlamento, e al momento in cui riebbe la diocesi (1218), ebbe anche un Podestà e un Capitano del Popolo. Nel 1240 Terni fu premiata da Federico II con l'aquila nera in campo oro nel proprio gonfalone cittadino: «per la fedeltà e la gagliardia dei suoi uomini» e comandata da un'antica, solida e orgogliosa aristocrazia di origine germanica, la famiglia Castelli in primis, discendente dalla stirpe di un principe franco di Terni, ma anche quella dei Camporeali, dei Cittadini. Nel 1260 partecipò vittoriosamente alla battaglia di Montaperti al fianco dei Ghibellini Senesi contro la Guelfa Firenze. Nel 1294, il Comune si dotò di una nuova carica, i "quattro di credenza" o difensori del Popolo e, nel 1307, dei Priori. Terni entrò a far parte del potere temporale dei papi (e di conseguenza allo Stato Ponticio), in maniera definitiva, solo nel 1564, dopo il tragico evento della Strage dei Banderari.
Agli inizi del Quattrocento, Terni aveva tra i sei e i settemila abitanti, 300 torri cittadine e una cinta muraria completa e in fase di miglioramento per le artiglierie. Era una città di medie dimensioni, più grande di Narni, urbanisticamente parlando, e poco più grande di Spoleto. Era una città-stato molto sviluppata e ricca grazie alla spinta di fiorenti commerci e di una crescente attività manifatturiera. A parte un piccolo censo alla chiesa e a un governatore pontificio come Andrea Tomacelli nel primo decennio del secolo, la cui rocca di controllo venne sistematicamente abbattuta più volte dai ternani stessi, nella seconda metà del secolo i governatori di Roma si vedranno costretti spesso a risiedere altrove, la città era libera politicamente e militarmente dal papato. La sua ricchezza nel XV secolo era favorita dalla sua presenza accanto ai fiumi Nera e Serra, con una serie di corsi d’acqua minori, le cosiddette forme, che attivavano un numero cospicuo di: mulini, ramiere e cartiere. Gran parte dell’attività del governo cittadino era riservata a questioni di natura idrologica (Marmore, fiumi e canali cittadini). Di pari passo la città pullulava sempre più di una borghesia mercantile (Banderari) assai industriosa e che pareggiava in fasto e ricchezza la sua controparte: i nobili.
A capo della macchina comunale ternana stavano sei Priori (in carica mensile), con ampi poteri politici e amministrativi. Gli organi legislativi e consultivi erano: il Consiglio di Credenza (o di Cerna), composto, oltre che dai Priori, dai Ventiquattro del popolo (tanti per borgo, o rione, che erano sei: Fabri, Castello, Rigoni, Aultrini, Disotto, Amingoni), che portando ognuno una bandiera furono detti Banderari; e ventiquattro Boni viri (su base censuaria e imbussolati). Grande personaggio ternano di questo secolo fu il Padre Barnaba Manassei, beato francescano di nobile lignaggio, inventore dei Monti di Pietà nel mondo contro l'usura ebraica.
La storia cinquecentesca del comune si caratterizzerà ancora di più per la fecondità di ottimi e illustri uomini: condottieri (i fratelli Alessandro e Lucantonio Tomassoni e altri numerosi capitani, Ludovico Aminale, uno dei tredici soldati di ventura italiani che parteciparono alla Disfida di Barletta), grandi mecenati come il conte Michelangelo Spada (coppiere, cameriere segreto di Papa Giulio III, segretario apostolico, cavaliere di San Pietro, di Loreto e di San Paolo e conservatore capitolino), poeti avventurieri (Orazio Nucula, cavaliere di San Pietro, diplomatico, dotto letterato e anch'egli intimo amico di Papa Giulio III) e affermati scrittori come Ercole Barbarasa (eccelso latinista e traduttore del Convivio di Platone e delle Antichità di Roma - di Bartolomeo Marliani - in lingua volgare).
La politica militare della città, soprattutto dall'inizio del XVI secolo, si orienterà in maniera qualificata ed esperta, nell'arte della guerra, e continuerà nel solco delle tradizionali campagne militari contro le rivali: Narni, Spoleto e Rieti. Terni, con l'aiuto di spagnoli, tedeschi e colonnesi, riuscirà a porre fine, in maniera irreversibile, alla secolare politica aggressiva di Narni, devastandola e ponendola sotto saccheggio, tale evento passerà alla storia come il famoso sacco di Narni (del 1527), da cui peraltro i narnesi non si ripresero più nei secoli a venire. Tuttavia già dalla seconda metà del XV secolo, Terni, aveva sviluppato un esercito in grado di muovere offensive o resistenti difese, era già annoverata tra la rosa delle prime città dell'Umbria per importanza, prestigio e soprattutto ricchezza, pur mantenendo uno dei contadi più piccoli dell'Umbria, aveva un'economia assai sviluppata e ricca, ma soprattutto un'estensione urbanistica importante. 
Era una città mercantile e assai industriosa come ci riporta l'Angeloni, il Passavanti, il Silvestri e le Antiche Riformanze del Comune. La sua attività manifatturiera e la sua posizione, posta lungo la Via Flaminia, la rendeva meta costante di andirivieni per chi si dirigeva a Roma, o da Roma andava nel nord. La città, pur limitata nei suoi possedimenti, si era circondata di numerose rocche difensive, all'avanguardia, per quanto concerne l'edilizia e la difesa del contado. Fra queste fortezze fortemente presidiate si annoverano: Rocca Sant'Angelo, Colleluna, Rocca di San Giovanni a Piedimonte, Rocca di Casale Rinaccio, Papigno, Rocca di Fava, la Rocca di Monte di Valle presso Miranda, Rocchetta, Miranda stessa (dal 1453) e Acquapalombo.
(Pompeo de Angelis, L'Impresa di Orazio Nucula Ternano nel Mediterraneo dei corsari all'epoca di Carlo V)
Francesco Sansovino, insigne storico romano, ci dice che la città possedeva poco meno di un centinaio di mulini (dei quali alcuni, del 1500, ancora si possono ammirare diroccati e abbandonati nella campagna, vicino alle strade o nei sobborghi di Terni), una gloriosa città umbra, la cui caratteristica era la bellicosità e la prestanza alle armi dei suoi abitanti, primi in Italia come combattenti e armigeri. Alla città di Terni e al suo consiglio cittadino si rivolgeranno con rispetto e ammirazione, non solo papi, ma anche principi come Cosimo I de' Medici, Filippo II di Spagna, Francesco d'Este, Pierluigi Farnese e tanti altri.
Nel 1564, dopo la Strage dei Banderari, Terni diventa di dominio assoluto dello Stato Pontificio.

### Il Barocco
Il seicento sarà un'epoca di pace e dominio papale, in cui molti edifici cittadini fra chiese e palazzi nobiliari rinnoveranno la loro struttura esteriore e interna. Celebri personaggi di questo secolo furono soprattutto commediografi di levatura nazionale, famosi soprattutto nel centro nord e a Venezia, come: Paolo Rossi, Rubino Orlandi e Francesco Angeloni. Quest'ultimo non fu solo commediografo, ma anche insigne umanista, storico e antiquario. Nel campo delle scienze vi fu Anastasio De Filiis (astronomo e uno dei soci fondatori dell'Accademia dei Lincei). Non mancarono neanche personaggi nell'ambito della santità: Madre Maria Eletta di Gesù, al secolo Caterina Tramazzoli, Serva di Dio. Numerose furono le testimonianze che si diffusero in merito alla sua santità in Nord Europa. A 24 anni, ancora giovane gli venne affidato l'incarico di dirigere la fondazione di un Carmelo a Vienna. Dopo quattordici anni, l'imperatore Ferdinando III d'Asburgo, che la teneva in gran stima e ammirazione, gli chiese di fondarne un altro a Praga, era tenuta in gran stima anche da papa Alessandro VII, il quale ebbe a dire così della Madre: 
 Numerosi sono i manoscritti dedicati alla sua vita e alle sue opere, sia in lingua italiana che tedesca. Tre anni dopo la morte e la sepoltura, le consorelle ottennero il permesso di riesumare il corpo che venne trovato incorrotto. Ora è venerato nella chiesa del Carmelo, in cima al Castello di Praga. Un altro personaggio degno di memoria di questo secolo fu il padre francescano Lattanzio Mazzancolli, beato sacerdote dell'ordine minore, facente parte di una delle storiche famiglie nobili più antiche e importanti di Terni, a cui vengono accreditati numerosi miracoli.

### Da Napoleone al Regno d'Italia

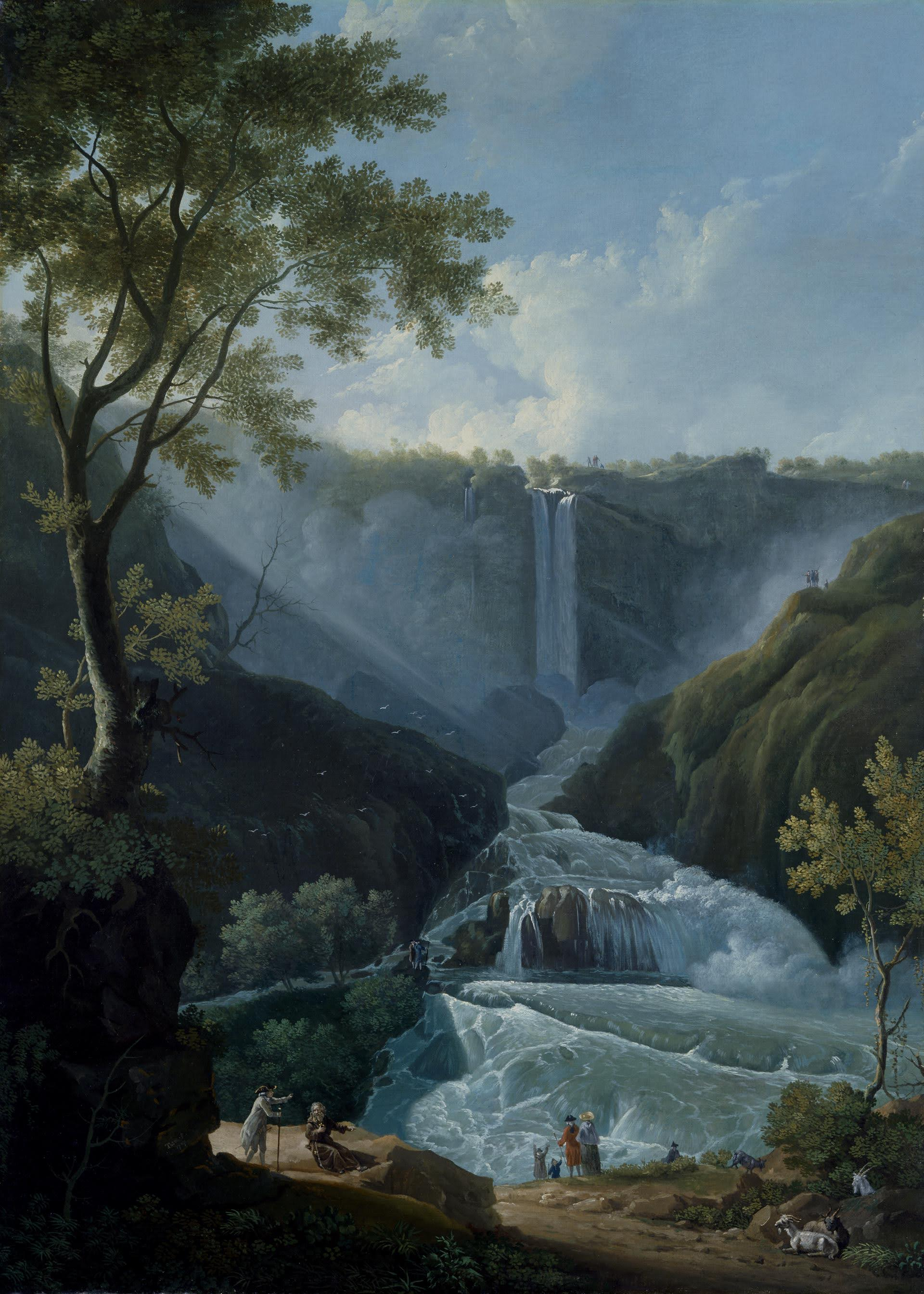
Cascata di Terni (Thomas Patch, 1767)

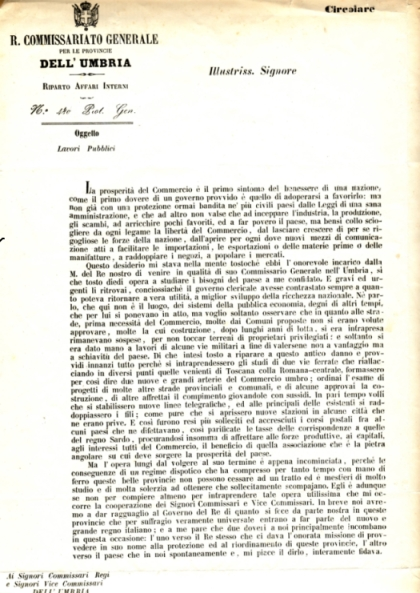
Lavori pubblici disposti dal Commissario generale Pepoli.

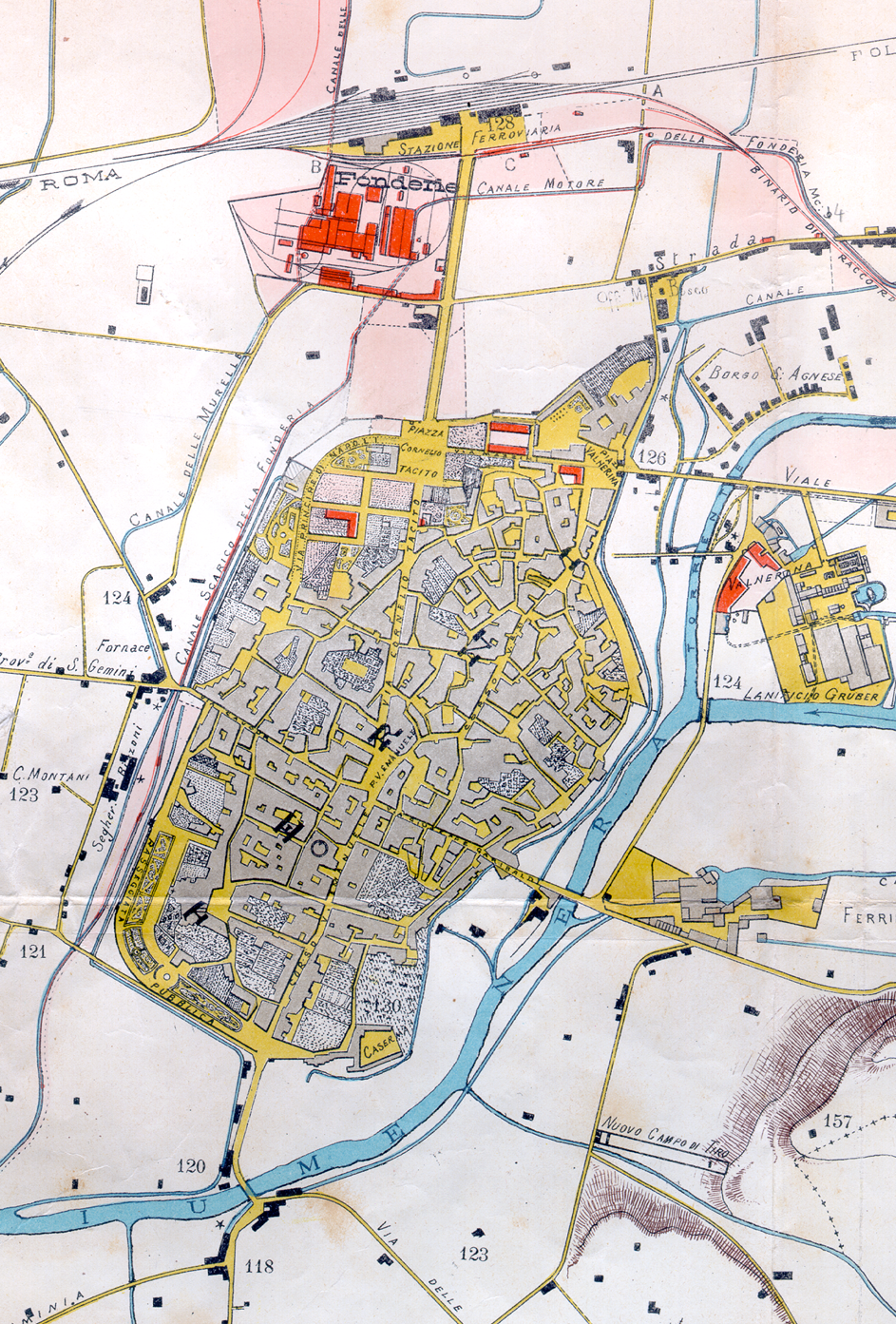
Mappa di Terni alla fine del XIX secolo

Il "quieto vivere valligiano" di questa medio-grande comunità umbra fu bruscamente interrotto il 16 febbraio 1797, quando il generale Louis Alexandre Berthier da Spoleto dettò le condizioni di resa all'Armata Francese. Nel marzo dello stesso anno, Terni fu dichiarato municipio cantonale urbano appartenente al Dipartimento del Clitunno, con capoluogo Spoleto. Al ritorno di Terni al Papa seguì un periodo di relativo benessere: nel 1842 fu ammodernata la ferriera, nel 1846 fu inaugurato un moderno cotonificio, arrivò la ferrovia Pio Centrale che la collegava a Roma e ad Ancona.
Il 20 settembre 1860 i bersaglieri piemontesi del colonnello Brignone entrarono a Terni attraverso la Porta Spoletina. Il Plebiscito che seguì e formalizzò l'annessione al Regno d'Italia vide 1 solo voto contrario a fronte di 3.461 voti favorevoli. Il primo sindaco post-unitario fu eletto il 1º dicembre 1860. Illustri personaggi ternani di questo secolo furono: Paolano Manassei, nobile ternano, storico, politico e imprenditore, Pietro Antonio Magalotti, dottore in legge e fine letterato, Sante Possenti, nobile ternano e governatore pontificio, dal quale nacque San Gabriele dell'Addolorata, il musicista Giulio Briccialdi, grande compositore e miglior virtuoso flautista italiano del suo secolo, stretto amico e compagno di lavoro di Giuseppe Verdi e l'imprenditore Virgilio Alterocca (che fu anche insegnante, editore, politico e benefattore) che introdusse sulla scena italiana la cartolina illustrata.

### Epoca contemporanea
Dopo l'annessione al Regno d'Italia, la volontà del Ministero della Guerra, del Commissario per l'Umbria Gioacchino Napoleone Pepoli e degli amministratori locali di fare di Terni un centro industriale e militare portò all'edificazione della Fabbrica d'Armi nel 1875 e alla"'Società degli Alti Forni e Fonderie di Terni", nel 1881, su iniziativa di un imprenditore belga, Cassian Bon, che aveva rilevato una fonderia locale specializzata nella fusione di tubi e di Vincenzo Stefano Breda, titolare della Società Veneta per le Imprese e le Costruzioni Pubbliche; l'obiettivo dell'impresa era quello di produrre corazze per le navi da guerra.
Nel 1884 il romano Angelo Sinigaglia acquistò ed ammodernò la ferriera; nel 1885 il genovese Alessandro Centurini iniziò la costruzione di un lanificio e jutificio; nel 1890 il torinese Antonio Bosco costruì uno stabilimento per la produzione di attrezzi agricoli; nel 1896 si costituì la Società Italiana del Carburo di Calcio, Acetilene ed altri Gas, che gestiva non solo stabilimenti per la produzione del carburo di calcio ma anche centrali idroelettriche. Terni fu la quarta città italiana, in ordine di tempo, ad avere l'illuminazione pubblica ad elettricità. Nel 1901, dopo le leggi Pelloux, fu ricostituita la Camera del Lavoro, mentre il 26 dicembre del 1904 venne fondata a Terni la Federazione Giovanile Repubblicana d'Italia.

Piazza Vittorio Emanuele (Stampa a xilografia, 1895)
Regia Fabbrica d’Armi di Terni (Stampa a xilografia, 1895)
Terni, la grande Acciajeria (Stampa a xilografia, 1895)
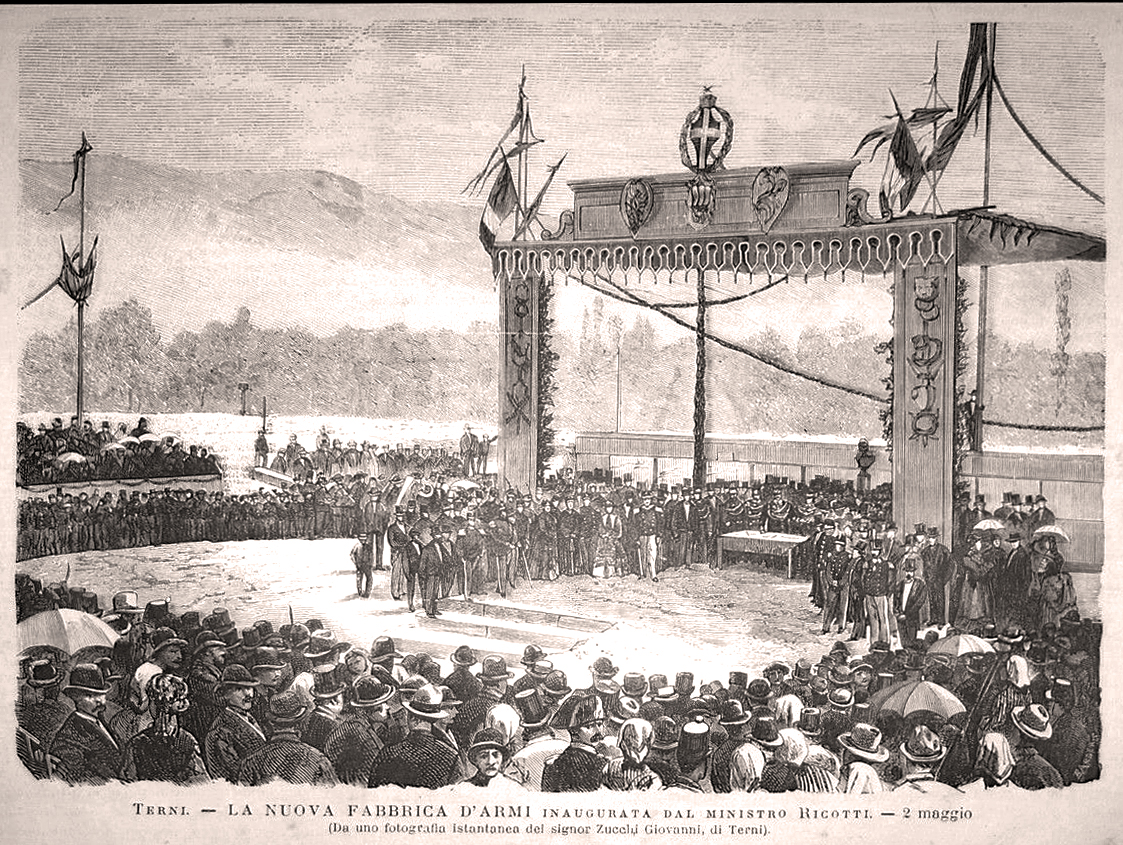
Terni, la nuova Fabbrica d'Armi inaugurata dal Ministro Ricotti il 2 maggio (Stampa a xilografia, 1875)
Veduta della città di Terni (Stampa a xilografia, XIX secolo)

Durante la prima guerra mondiale la Società degli Alti Forni e Fonderie di Terni aumentò notevolmente la produzione, oltre che delle corazze per le navi da battaglia, anche di componenti dei cannoni e dei proiettili, almeno fino all'apertura degli stabilimenti Ansaldo di Genova. La Fabbrica d'Armi produceva armi di vario tipo, fra le quali il fucile Carcano Mod. 91 che equipaggiò l'esercito italiano per molti anni: durante il primo conflitto mondiale raggiunse la produzione di duemila fucili al giorno.
All'inizio del 1917 nasceva la Sezione Difesa di Terni con 3 Farman 14 e 3 piloti e dal 6 settembre 1918 diventa 306ª Squadriglia.

Palazzina della Banca Popolare di Terni (Stampa a xilografia, 1895)
La Stazione ferroviaria di Terni (Stampa a xilografia, 1895)
Chiesa di S. Francesco (Stampa a xilografia, 1895)
Cascata di Terni (Stampa a xilografia, 1895)

#### L'istituzione della provincia

Terni, vista panoramica (cartolina, 1900 circa

Medaglia al merito del comune di Terni (bronzo, 1900-1943)

Nel 1927 fu istituita la provincia di Terni e il territorio comunale fu ampliato con l'aggregazione dei comuni limitrofi di Cesi, Collescipoli, Collestatte, Stroncone, Papigno, Marmore, Piediluco e Torre Orsina. Decisivi in questo senso i buoni rapporti che il podestà della città, Elia Rossi Passavanti, aveva con il governo fascista.
Nodo industriale di primaria importanza, Terni fu oggetto di oltre cento bombardamenti da parte degli Alleati durante la loro campagna di guerra in Italia: l'11 agosto del 1943 un bombardamento aereo, senza che l'UNPA facesse in tempo a lanciare l'allarme, provocò un numero elevatissimo di vittime, quasi tutte civili, e la distruzione di numerosi edifici della città vecchia. Gli inglesi del generale Alexander entrarono in città il 13 giugno del 1944. In riconoscimento delle vittime civili e delle distruzioni subite a causa dei bombardamenti Terni è stata insignita della Medaglia d'Argento al Valore Civile e, per la sua attività partigiana, della Croce di Guerra al Valor Militare.
Dal 1944 al 1946 la città ha ospitato tre campi di internamento per prigionieri fascisti, gestiti dagli anglo-americani: il Civil Internee Camp di Piazzale Donegani, il campo R707 "Recalcitrant Camp" di Strada dei Laghetti e il centro detentivo ricavato dai capannoni della Società Prodotti Esplodenti Autarchici (SPEA) a Narni Scalo.

### Resistenza e Liberazione dal nazifascismo
Subito dopo l'arresto di Mussolini il 25 luglio 1943 gli operai delle fabbriche organizzarono i primi nuclei di resistenza a Terni. Nel febbraio 1944 nacque dalla banda Spartaco Lavagnini, la Brigata Garibaldi "Antonio Gramsci" che riunì diversi gruppi ribelli partigiani, fu la prima formazione garibaldina attiva nel centro Italia. Alfredo Filipponi, dirigente comunista di Terni, partigiano con il nome di battaglia Pasquale, fu commissario politico e poi comandante militare, Gildo Bartolucci vice comandante. La Brigata Garibaldi "Antonio Gramsci" era composta dai battaglioni Spartaco Lavagnini, Giovanni Manni, Morbidoni, Calcagnetti, Tito 1 e Tito 2 tra l'autunno 1943 e la primavera 1944 insieme a formazioni ribelli e bande autonome, Liberarono vasti territori dall'occupante nazifascita, dichiarando la Repubblica, riuscirono a controllare diversi comuni del centro Italia, dagli Appennini alla valle del Tevere. Gli stessi territori, furono bersaglio di brutali restrellamenti nazifascisti che causarono la morte di civili e la distruzione di beni materiali. Il cuore operaio e popolare della città di Terni fu fulcro di tali attivita' di resistenza. Determinante per la liberazione della città che avvenì il 13 e il 14 giugno 1944 furono le operazioni messe in campo dall'ottava armata dell'esercito britannico a cui erano aggregate truppe del Commowealth in particolare indiani e sudafricani. 

### La ricostruzione
Le dismissioni belliche risultarono deleterie per l'acciaio ternano: fra il 1947 e il 1952 furono licenziati quattromila e settecento lavoratori. Tuttavia, la capacità produttiva e le competenze delle maestranze sopravvissute alla guerra permisero di recuperare tutto il sistema idroelettrico e di installare una linea diretta con Genova per l'alimentazione del nuovo stabilimento siderurgico dell'Ilva di Cornigliano. Nel 1962, con l'istituzione dell'Enel, tutte le fonti energetiche della società ternana furono nazionalizzate. Seguì, a breve, lo scorporo delle altre attività: l'elettrochimico di Nera Montoro fu ceduto all'Anic, nel 1967 lo stabilimento di Papigno passò all'Eni; le attività siderurgiche furono incorporate nella Finsider.
Seguirono numerose chiusure di stabilimenti industriali e riconversioni, che durarono dagli anni cinquanta agli anni ottanta. Dai primi anni novanta non si sono fermati i lavori di ristrutturazione dell'impianto urbano del centro cittadino, imperniato sui "tre centri storici" del Quartiere Clai come centro della città romana, del Quartiere Duomo come centro della città medioevale e dell'asse Piazza Europa-Piazza della Repubblica-Corso Tacito come centro della città moderna.
La città, nel secondo dopoguerra, ha avuto una forte espansione ben oltre i villaggi operai d'inizio secolo, sviluppandosi su quattro assi a raggiera intorno al nucleo centrale e ponendo al nuovo piano regolatore Ridolfi (e sue successive varianti) il problema della vivibilità delle periferie e del loro collegamento con il resto della città. La viabilità ha dovuto superare l'antico schema dell'unico asse preferenziale della Flaminia, contestualizzando i progetti in un ambito interregionale, come la direttrice Rieti-Terni-Civitavecchia, la SS 3 bis, tutte essenziali per le industrie del ternano.

### Simboli
La leggenda legata alla città di Terni e al suo stemma narra che molti anni fa, la presenza nel territorio di un terribile drago chiamato Tiro o Thyrus provocava paura e apprensione tra la cittadinanza, e che neanche i più coraggiosi, chiamati dal Consiglio degli Anziani, osavano avventurarsi in quei territori e nessuno riusciva a risolvere la questione. Quando il Consiglio era sul punto di rinunciare alla battaglia, si fece avanti un giovane ternano della nobile famiglia dei Cittadini: si dice che indossasse una lucente armatura e che sfoderasse tutta la sua fierezza e la sua voglia di sfidare l'orribile drago: "Vado io a fare una visita a quel mostro. Cosa ne dite?", sembra che disse presentandosi agli Anziani, i quali accettarono e lo benedissero augurandogli ogni fortuna.

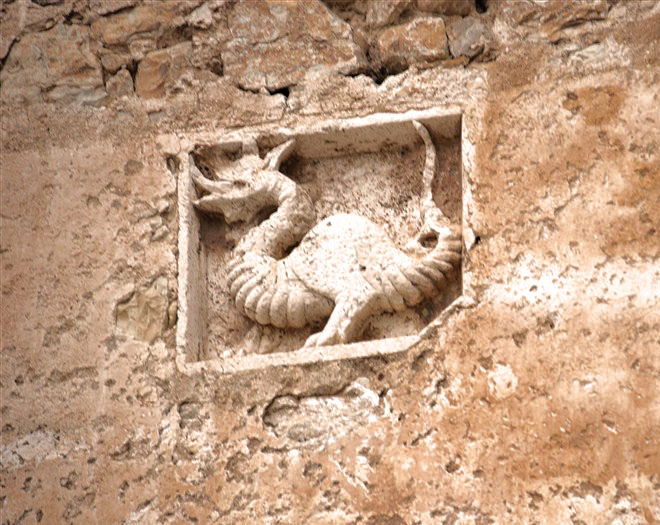
Il drago Thyrus, simbolo della città di Terni (altorilievo sulla facciata della porta d'ingresso del castello di Miranda, Seconda metà del XV secolo)
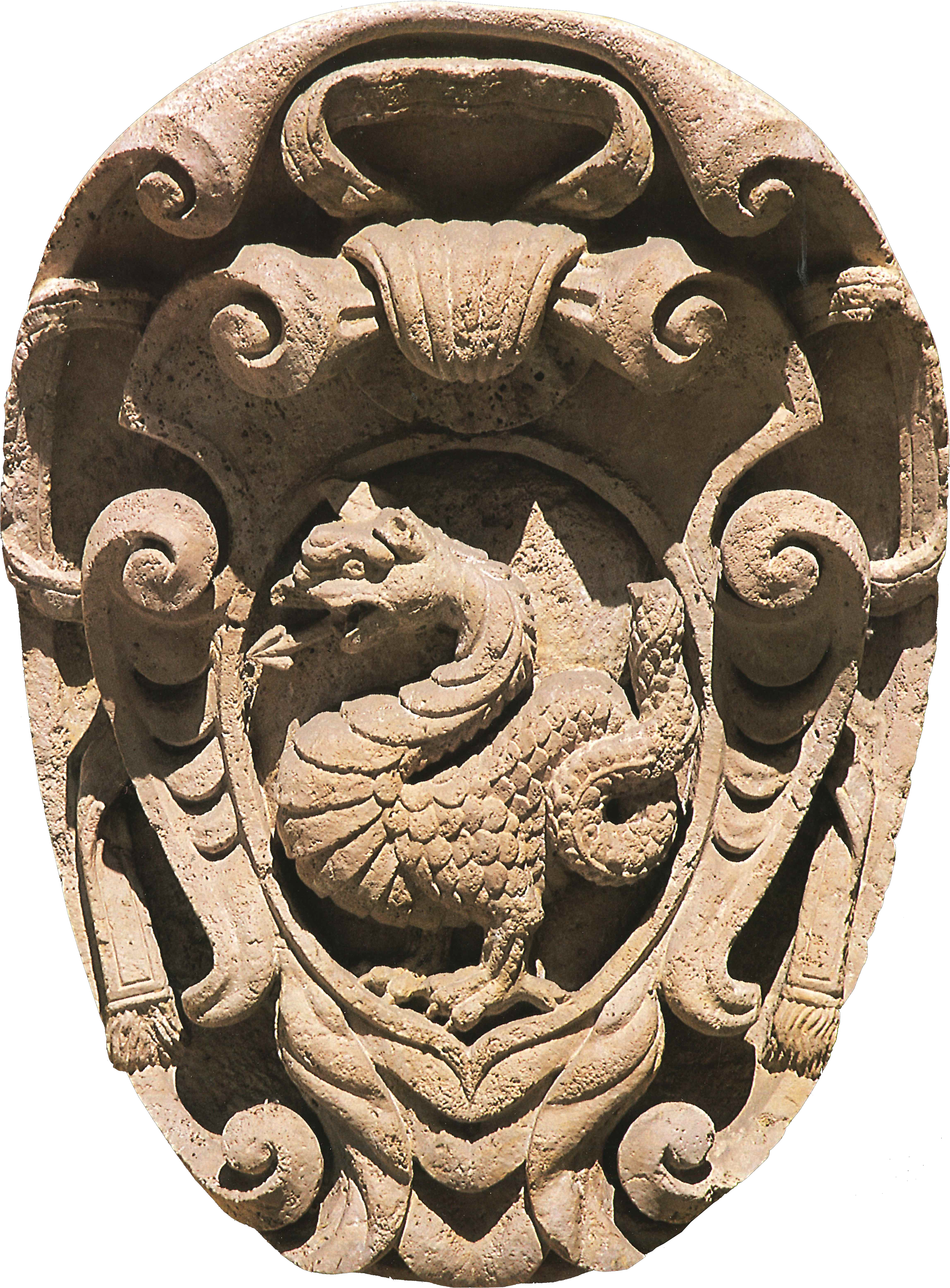
Stemma di Terni (autore ignoto, Episcopio di Terni, 1600)
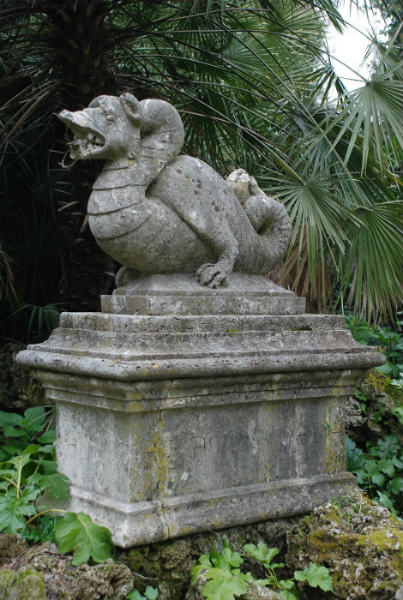
Thyrus (statua in travertino, XVI secolo)

Il coraggioso sorprese il mostro addormentato e la cosa sembrava facilitare il suo ardito compito. Ma mentre stava per colpirlo con la sua lancia, il drago si alzò e gli balzò contro. Da qui ne seguì una spaventosa battaglia, durante la quale la bestia aveva la meglio.
Ma un certo punto, il bagliore di un raggio di sole riflesso nell'armatura accecò il drago: fu l'occasione giusta, il giovane scagliò la sua lancia e trafisse a morte il mostro.
Tutti i cittadini si riunirono immediatamente sul luogo del combattimento per vedere con i propri occhi quello che era accaduto.
Seguirono giorni di festa per celebrare il giovane, che fu premiato con dei terreni che un tempo erano di appartenenza del mostro.

#### Stemma, gonfalone e bandiera

Lo stemma
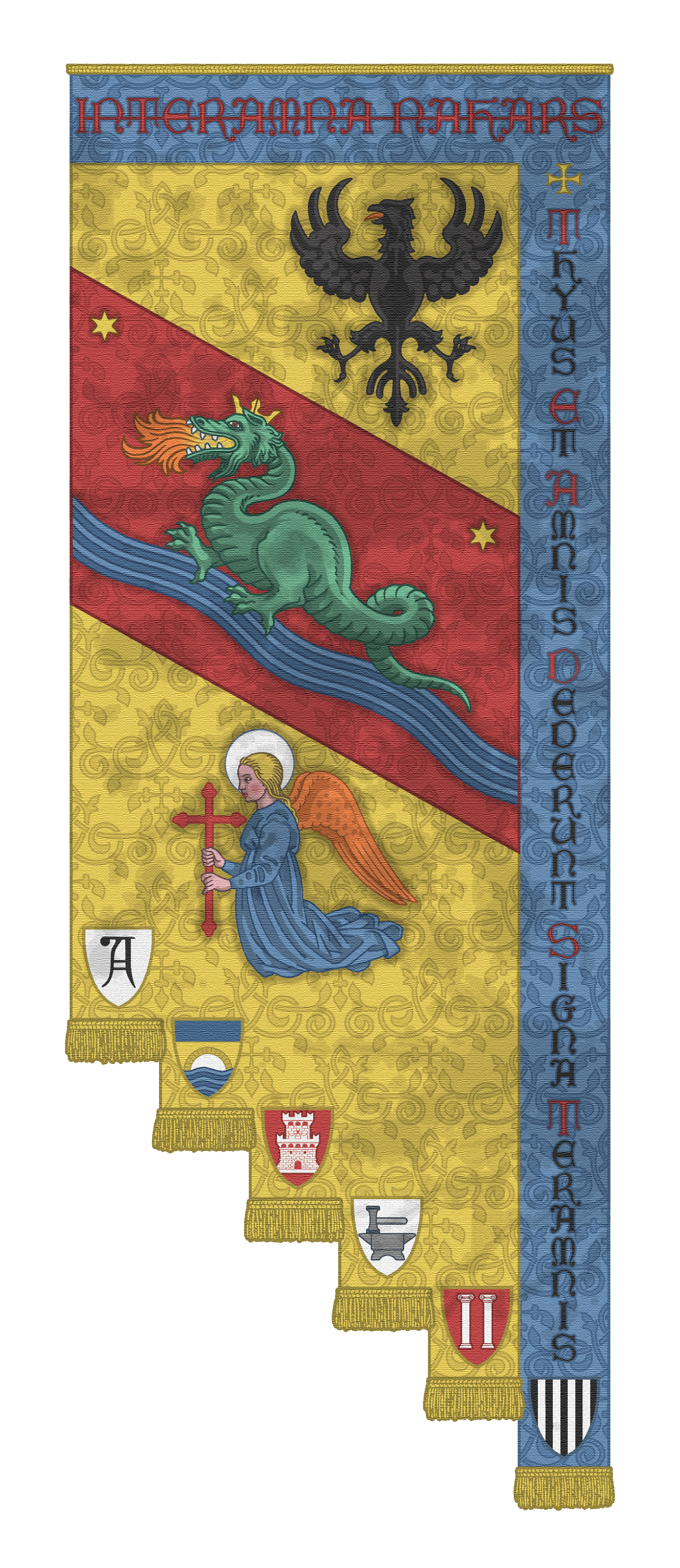
L'antico gonfalone di Terni
Il gonfalone moderno
bandiera moderna[52]

Lo stemma e il gonfalone sono stati riconosciuti con decreto del Capo del Governo del 4 maggio 1936. Il drago della leggenda, che aveva per nome Thyrus (o Tiro, italianizzato), è riportato sullo stemma della città:
Sul gonfalone, costituito da un drappo di rosso, campeggia la scritta Thyrus et amnis dederunt signa Teramnis, che significa: "Tiro e il fiume hanno dato le insegne a Terni".

### Onorificenze
Con decreto dell'allora presidente della Repubblica Giovanni Gronchi il 13 gennaio 1960 venne conferita la Medaglia d'argento al valor civile alla Città di Terni per i 108 bombardamenti subiti e per il contributo offerto alla lotta per la liberazione. L'onorificenza venne consegnata dall'allora prefetto Ferro al sindaco Ottaviani durante un consiglio comunale straordinario che vide la presenza delle massime autorità e di numerosi cittadini:
Terni è inoltre tra le città decorate al valor militare per la Guerra di Liberazione, insignita della croce di guerra al valor militare per i sacrifici della sua popolazione e per la sua attività nella lotta partigiana durante la seconda guerra mondiale:

## Monumenti e luoghi d'interesse

### I resti archeologici
- I resti dell'Anfiteatro Fausto del 32 d.C., ubicato all'interno del parco cittadino "La Passeggiata". Di questa struttura si possono notare parti di opus reticulatum in blocchetti bicolori. Fu eretto nel 32 d.C. per ordine di Fausto Liberale, durante il regno di Tiberio, e poteva ospitare fino a 10.000 persone. Attualmente è scoperto per 2/3 del perimetro, essendo una parte occupata dalla chiesa del Carmine; tuttavia, se ne può vedere l'ellisse originaria. Periodicamente è adibito a sito per eventi culturali e concertistici.
- I resti dell'antica cinta muraria romana.
- I resti archeologici di palazzo Carrara, ex biblioteca civica, consistenti per la maggior parte in epigrafi romane
- I resti della città romana di Carsulae, dove ancora è visibile un tratto della antichissima Via Flaminia, che da Roma portava all'Adriatico.
- Il Museo archeologico di Terni (area ex-SIRI), dove sono raccolti i resti pre-romani e romani recuperati dai numerosi scavi cittadini. Di notevole interesse l'esposizione dei corredi tombali rinvenuti nelle necropoli dell'età del ferro delle Acciaierie, di S. Pietro in Campo e di Alterocca.

### La città medievale
- Porta Sant'Angelo (XIV secolo), era l'ingresso nord-occidentale della città.
- Porta Spoletina (XIV secolo), sulla via Flaminia; era l'ingresso settentrionale.
- La torre romanica dei Barbarasa, situata in via Roma, è la meglio conservata tra le case-torri medievali. Una lapide in alto ricorda che da qui venne esposta la reliquia del Preziosissimo Sangue, conservata nel Duomo, per allontanare dalla città un'epidemia di peste.
- La torre dei Castelli, situata in via dei Castelli.

### Architetture religiose
- La cripta del Duomo (VI secolo).

Il duomo di Terni

- Duomo di Terni, dedicato a Santa Maria Assunta, di origine romanica, fu ristrutturato nel XVII secolo. La chiesa conserva interessanti opere d'arte, tra le quali va segnalata la tavola di Livio Agresti "Presentazione al tempio e Circoncisione", del 1560; nella cappella maggiore si può ammirare un altare, opera del Minelli, che rappresenta senza dubbio la testimonianza artistica cittadina più importante tra quelle del XVIII secolo.
- Santuario di San Francesco (XIII secolo), in stile gotico. La chiesa è stata manomessa più volte nel corso dei secoli. La parte centrale della facciata presenta un portale gotico sovrastato da un oculo, mentre le parti laterali sono del XV secolo. L'abside e il campanile, decorato con bifore, sono opera di Angelo da Orvieto. All'interno è di notevole interesse la Cappella Paradisi, decorata da affreschi con scene di argomento escatologico opera di Bartolomeo di Tommaso (XV secolo).
- Chiesa di San Salvatore (XI secolo): è una struttura molto particolare, formata da due edifici contigui, uno a pianta circolare del V secolo ed un altro, l'avancorpo, a pianta rettangolare del XII secolo, con semplice facciata decorata da una monofora e da archetti.
- Chiesa di Sant'Alò (XI secolo), appartenuta all'Ordine dei Cavalieri di Malta; restaurata negli anni cinquanta, la chiesa presenta tre navate divise da colonne e pilastri e una bella abside.
- Chiesa di San Pietro, appartenuta agli Agostiniani fin dal 1267, la chiesa presenta nella facciata un portale gotico con decoro quattrocentesco nel timpano; sul lato sinistro si può notare parte della struttura primitiva e il campanile quadrato con bifore nella parte inferiore.
- Chiesa di San Lorenzo, costruita nel XIII secolo, su un edificio molto più antico, e quindi ampliata nel XVII secolo; restaurata dopo i bombardamenti, attualmente presenta una facciata con trifore e portale cieco, e una bella abside; l'interno è a due navate, con la particolarità che la parte destra è ad un livello più basso.
- Chiesa di San Cristoforo, risalente al XIII secolo. La chiesa è stata ristrutturata nel dopoguerra e divisa in una parte nuova e in una vecchia: nella parte vecchia vi sono affreschi e resti dei secoli XIV e XV; la parte nuova è stata ricavata dalla canonica, luogo in cui, secondo un'antica tradizione, san Francesco operò un miracolo. Nella chiesa viene anche conservato il cippo dal quale il Santo parlava ai fedeli.

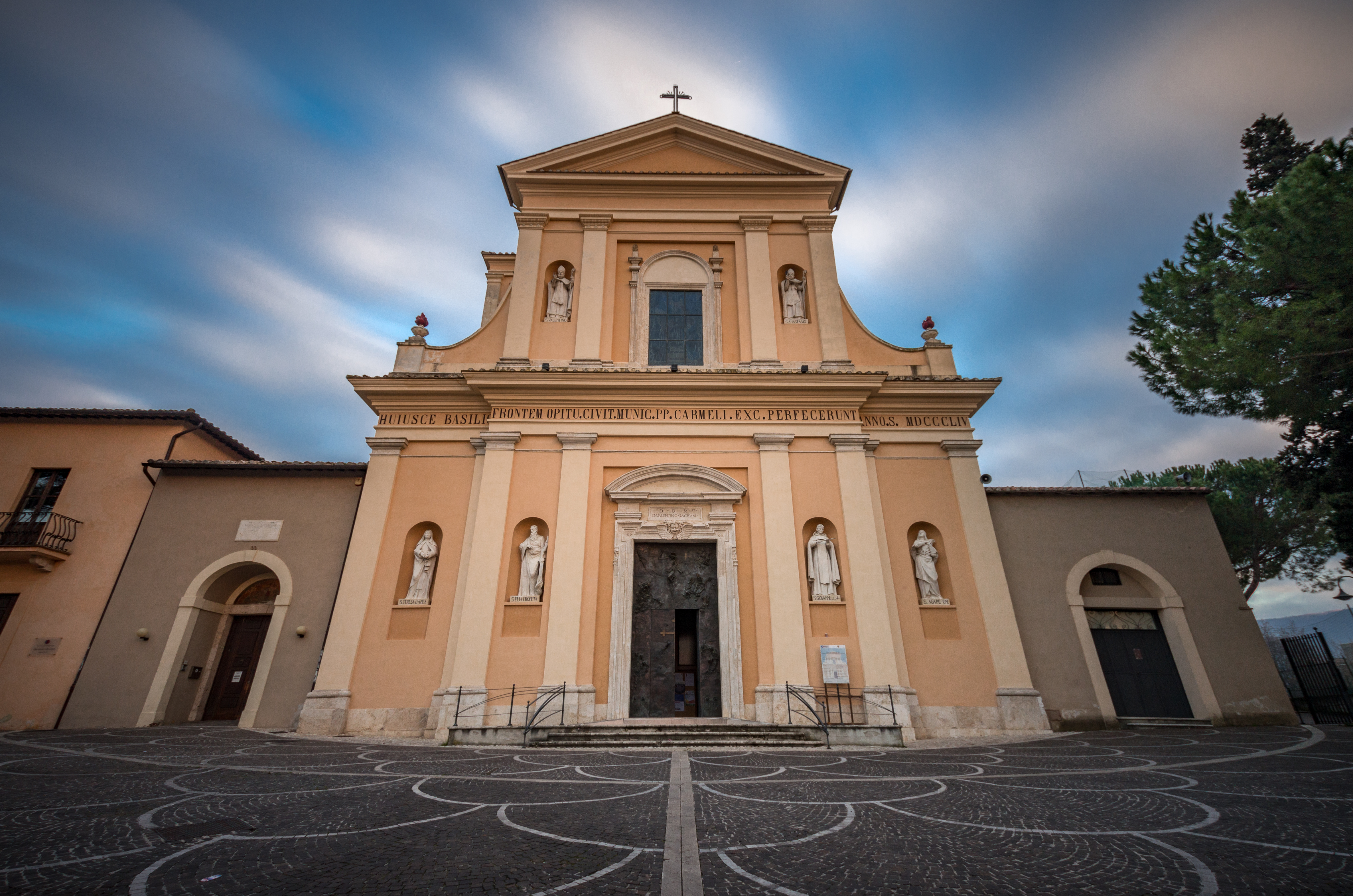
La basilica di San Valentino

- Basilica di San Valentino, antichissima struttura costruita in un'area cimiteriale cristiana per ricordare il vescovo ternano martirizzato a Roma nel 273 e portato su tale collina della periferia ternana dai suoi seguaci; la forma attuale risale al 1618 ed il convento e le spoglie del Santo sono state conservate dai Carmelitani fino al XX secolo, quando il comune di Terni ne prese l'eredità.
- Santuario di Sant'Antonio di Padova, inaugurato nel 1935 e ricostruito dopo i bombardamenti della seconda guerra mondiale è abitato dai Frati Francescani. Dal 2010 la chiesa diventa santuario poiché vi sono custodite le spoglie dei protomartiri francescani (Berardo, Ottone, Pietro, Accursio e Adiuto) uccisi in Marocco il 16 gennaio 1220 e venerati santi da papa Sisto IV nel 1481.
- Chiesa San Giuseppe Lavoratore, la cui prima pietra fu benedetta di persona da papa Giovanni Paolo II durante la sua storica visita a Terni e alle acciaierie, giovedì 19 marzo 1981 (solennità di san Giuseppe sposo di Maria),[56] a margine della Santa Messa per le famiglie officiata dal pontefice presso lo Stadio Libero Liberati.[57] La posa della prima pietra sarebbe avvenuta l'anno successivo mentre si sarebbe dovuto attendere il 1984 per l'inizio dei lavori. Il 26 settembre 1987 il Vescovo Franco Gualdrini benedisse la nuova chiesa di San Giuseppe Lavoratore. Il progetto del nuovo complesso (chiesa, convento e aree adiacenti) appartiene all'architetto Franco Maroni. La sua idea è quella di creare un'area da vivere al di là degli appuntamenti pastorali o liturgici:

(arch. Franco Maroni, estratto dalla Relazione di presentazione del progetto)
La struttura è moderna, in cemento con infissi in metallo. Il complesso è costituito dai due edifici principali, chiesa e convento, con campanile e cortile aperto utilizzato sia come passaggio pedonale che come anfiteatro esterno. La chiesa è concepita come spazio polifunzionale con due parti principali, quella festiva ad anfiteatro e quella feriale classica. Nella parte grande un maxischermo avvolto ed un proiettore cinematografico consentono lo svolgimento di appuntamenti culturali. Nell'altare della chiesa sono deposte le reliquie riconosciute di San Francesco d'Assisi, san Giovanni Paolo II e san Valentino, chiuse col suggello del vescovo Giuseppe Piemontese nella messa di Consacrazione della chiesa tenutasi solo nel 2015, a distanza di trent'anni dall'inaugurazione del convento.
- Chiesa dei Santi Cosma e Damiano, nel parco archeologico dell'antica città romana di Carsulae.
- All'incrocio tra via Castello e via Sant'Andrea sono visibili i ruderi della chiesa di Sant'Andrea, risalente al XVII secolo e distrutta durante la seconda guerra mondiale.[58]
- Chiesa di Santa Maria del Monumento: nei pressi del cimitero Comunale, possiede alcuni affreschi rinascimentali
- Cimitero Comunale

### I palazzi cittadini

Palazzo Spada

- Palazzo Spada - sede del Comune (corso Vecchio) del XV secolo, progettato da Antonio da Sangallo il Giovane (fu terminato nel 1576, forse sua ultima opera), imponente edificio, antica sede della famiglia Spada, è a due piani e un mezzanino.
- Palazzo Fabrizi - secolo XVII (via XI Febbraio).
- Palazzo Mazzancolli - sec. XV (via Cavour), sede attuale dell'Archivio di Stato.
- Palazzo Rosci (ora Bianchini-Riccardi) - secolo XVI (piazza Duomo), forse edificato su progetto di Baldassarre Peruzzi.
- Palazzo Gazzoli - fine secolo XVIII (via del Teatro Romano). Lo schema tipologico del palazzo deriva da quello del palazzo tardo-rinascimentale romano, con una corte interna su cui si affaccia un loggiato a doppio ordine, con volte affrescate a grottesche. Oggi è sede di svariate attività culturali, una grande sala per le conferenze nonché della rappresentanza della Regione Umbria.
- Palazzo Manassei - secolo XV (via Manassei).
- Palazzo Mariani-Giocosi - secolo XVI (via del Tribunale), sede dell'Istituto Musicale Briccialdi e presenza di numerosi affreschi di artisti fiamminghi.
- Ex Palazzo del Comune - secoli XIV/XX (piazza della Repubblica), dal 2004 sede della bibliomediateca comunale (BCT).
- Palazzo Filerna-Perotti (poi Montani) - secolo XVII (via Garibaldi), con significativi affreschi di Girolamo Troppa.
- Palazzo Pierfelici - secolo XV (Corso Vecchio), con un notevole portale cinquecentesco.
- Palazzo Possenti - secolo XVIII (via Cavour).
- Palazzo Corradi-Maroni, già Gigli - secolo XV-XIX (via dei Carrara), con un significativo portale cinquecentesco in travertino.
- Palazzo Faustini - secolo XIX (Corso Tacito), con numerose iscrizioni romane nell'androne.
- Palazzo Cittadini - secoli XVIII-XIX (Corso Vecchio).
- Palazzo Carrara - secolo XVI-XVIII (piazza dei Carrara), ivi è presente una serie di elementi lapidei romani e rinascimentali (stemmi, sarcofagi, iscrizioni).
- Palazzo Sciamanna - secolo XVII (via tre colonne).
- Palazzo Pressio-Colonnese (già Spada e Graziani) - secolo XVI (via Silvestri).
- Palazzo Canale - secolo XVII (via Silvestri), sede dell'antico Circolo del Drago, con una galleria interamente affrescata nel Settecento.

### Vie e piazze storiche
- Viale Benedetto Brin, lungo 1,8 km, è il cuore pulsante della storia di Terni come città industriale. Qui hanno luogo le Acciaierie e il complesso della ex Fabbrica d'Armi
- Piazza della Repubblica, che occupa lo spazio dell'antico foro della città romana, rappresenta da sempre il principale spazio pubblico cittadino. Vi si affaccia l'antico palazzo comunale che ora è sede della biblioteca comunale. Con la ristrutturazione, l'antica torre civica distrutta dai bombardamenti è stata sostituita da una moderna torre di vetro che richiama la Cascata delle Marmore. Di fronte si trova il vecchio palazzo delle poste opera dell'architetto Bazzani che occupa il sito dell'antica chiesa di San Giovanni Decollato, demolita agli inizi del Novecento.
- Piazza Cornelio Tacito, realizzata nei primi decenni del Novecento come centro della nuova città industriale, si tratta di un vasto spazio quadrangolare di cui uno dei lati è occupato dall'imponente Palazzo del Governo, opera dall'architetto Cesare Bazzani tra il 1930 e il 1936. Al centro della piazza è una monumentale fontana, opera dell'architetto Mario Ridolfi, simbolo della forza delle acque che producono energia elettrica, decorata con i mosaici rappresentanti i dodici segni zodiacali, di Corrado Cagli.
- Piazza Solferino, (opposta a piazza della Repubblica, dietro la Bibliomediateca Comunale) era l'antica piazza del mercato, per questo conosciuta anche come Piazza delle Erbe. Per un breve periodo ha assunto la denominazione di Piazza dei Bambini e delle Bambine. Il suo assetto attuale è opera dell'architetto Carlo Aymonino, che ne ha progettato la pavimentazione e la scultura in travertino di una balena.
- Piazza Europa, si tratta di un ampio spazio quadrangolare che si apre sul fianco di palazzo Spada, sede municipale. La piazza venne alla luce durante la ricostruzione nel dopoguerra, rimuovendo le macerie degli edifici ivi distrutti dai bombardamenti.
- Piazza Mario Ridolfi, si tratta di un ampio slargo irregolare che si apre di fronte a palazzo Spada, sede municipale, in gran parte circondata da edifici moderni quasi tutti realizzati su progetto dell'architetto Mario Ridolfi. È anche conosciuta con il nome di Piazza del Popolo.
- Piazza Clai, si tratta di una delle piazze più antiche della città, la sua origine risale al medioevo anche se il suo assetto attuale è in gran parte opera della ricostruzione post-bellica realizzata in chiave post-moderna alla fine del XX secolo
- Piazza Duomo, si tratta di una tra le più belle piazze storiche cittadine, uno dei lati è occupato dal portico seicentesco della cattedrale di Santa Maria Assunta, che raccorda la chiesa con gli edifici del Vescovado e dell'ex Seminario, oggi sede del Museo Diocesano e Capitolare.
- Piazza San Francesco, di fronte al Santuario di San Francesco.
- Piazza Bruno Buozzi, detta Valnerina a causa della porta cittadina (porta Valnerina) che collegava la città con la Valnerina.
- Piazza Dante Alighieri, antistante alla stazione, qui è stata posizionata la pressa da 12.000 tonnellate

### I monumenti di archeologia industriale

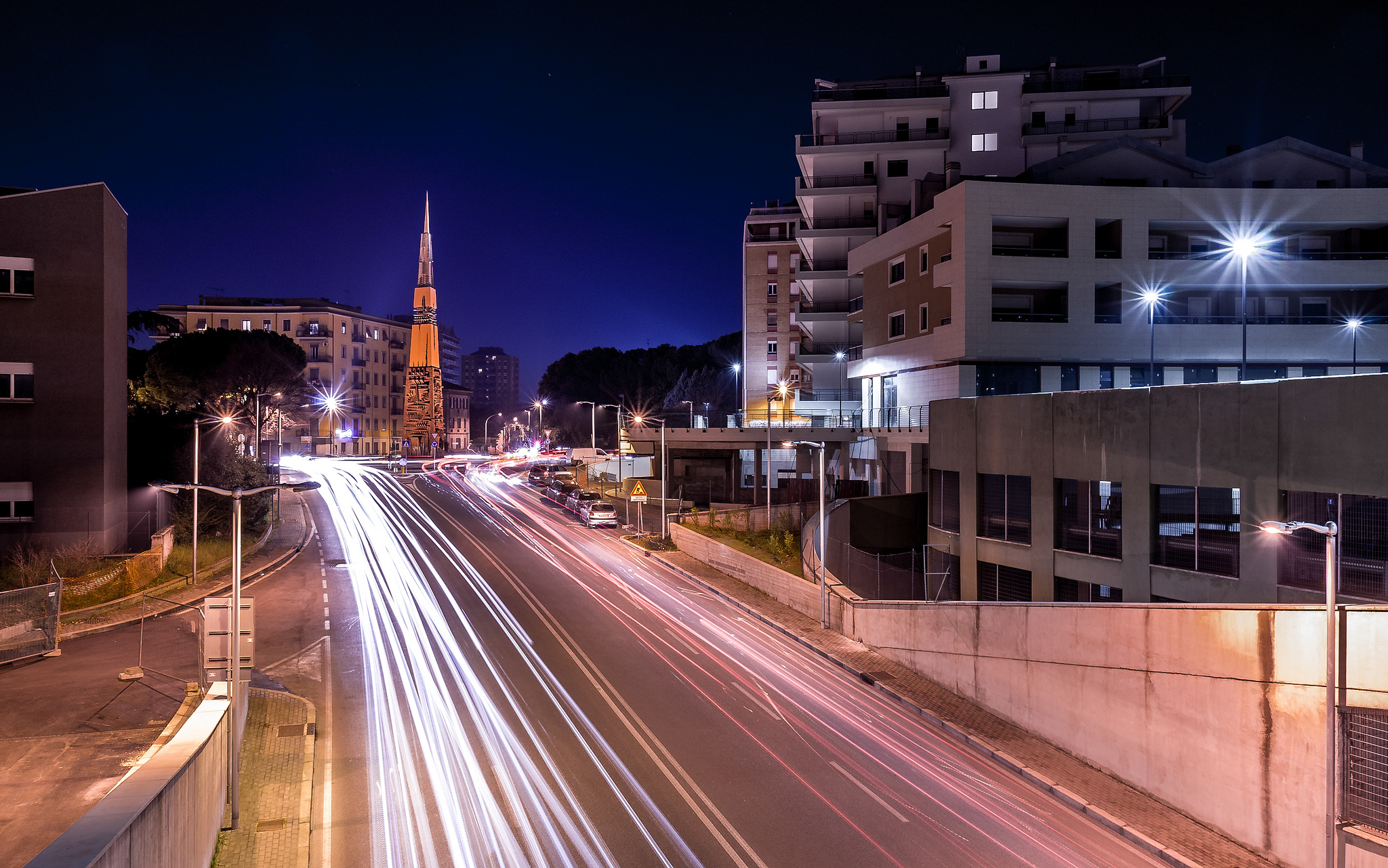
Lancia di Luce (o Obelisco), di Arnaldo Pomodoro

- Obelisco "Lancia di Luce" di Arnaldo Pomodoro, che si trova alla fine di Corso del Popolo. L'opera rappresenta contemporaneamente i traguardi tecnologici e i moniti verso gli stessi; la miriade di fratture, gli inserti e gli effetti chiaroscurali rappresentano il dramma della loro scoperta e dei loro relativi poteri. Assemblata con tecniche industriali, si slancia nella sezione terminale e un suo fascino lo trova nel mutamento che assume il suo aspetto in base all'angolo visuale dell'osservatore e della differente luce dei momenti della giornata[59].
- La "Pressa" di Piazza Dante.
- Il Grande Hyperion.
- La centrale idroelettrica di Galleto.
- Complesso dell'ex fabbrica chimica Siri: ospita il CAOS (Centro per le Arti Opificio Siri),[60] un complesso architettonico e spazio culturale sede di due musei - il museo archeologico e il Museo d'arte moderna e contemporanea Aurelio De Felice, di uno spazio per mostre e del Teatro Sergio Secci.
- Termovalorizzatore Maratta.
- Il Ponte di Ferro.
- Monumento ai Partigiani d'Italia.
- La "Stella di Miranda", una stella artificiale posizionata tra le frazioni di Larviano e Miranda, ed è una delle più grandi in Italia, dopo la stella cometa di Torrebelvicino
- Gli Umbria Studios, appartenenti a Cinecittà, chiamati scherzosamente "PapignHollywood".
- E-Terni alla rotonda all'entrata dello stadio Liberati
- Lo stelo della Fontana dello Zodiaco
- Composizione di Forme [61]
- Tre monumenti in travertino [62]
- Thyrus il Drago d'acciaio[63]
- Lapide commemorativa Libero Liberati[64]

### Luoghi naturali

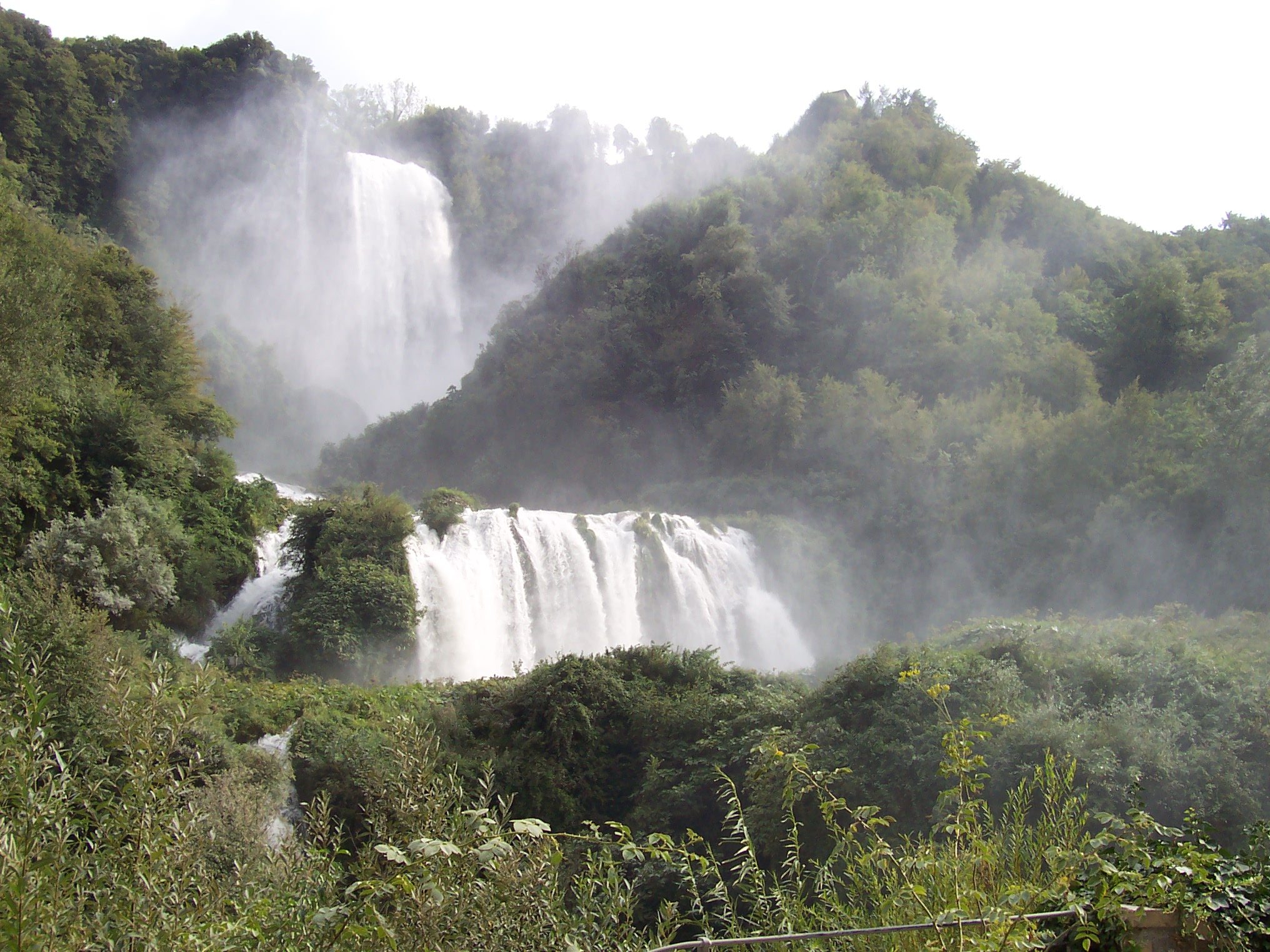
La cascata delle Marmore

- La cascata delle Marmore, opera romana d'idraulica del III secolo, voluta dal console Curio Dentato. Si trova sulla S.S. Valnerina a 7 km da Terni.
- Il lago di Piediluco, adagiato sulle colline umbre a 13 km da Terni.
- La Valserra, bagnata dal torrente Serra e con suggestivi borghi fortificati che vi si affacciano.
- L'area dei monti Martani, dominata dal monte Torre Maggiore.

## Società

### Evoluzione demografica
A partire dalla seconda metà del XIX secolo, con l'espansione della grande industria, la città raddoppiò i propri abitanti, passando da trentamila a circa sessantamila. La presenza degli operai nel tessuto sociale cittadino era enorme all'inizio del XX secolo: il 70% della popolazione residente.
Dopo la seconda guerra mondiale, la seconda ondata di immigrazione interna fece raggiungere i centomila abitanti all'inizio degli anni sessanta, inducendo a pensare che Terni avrebbe raggiunto i duecentomila entro il 2000. Con la crisi della siderurgia degli anni settanta e ottanta, il numero degli abitanti si è invece stabilizzato sugli odierni 110.000, soprattutto per l'apporto dell'immigrazione dall'estero che è aumentata in modo esponenziale a partire dagli anni novanta.
L'andamento demografico della città di Terni ha attraversato diverse fasi nel secondo dopoguerra. In particolare, a partire dalla fine degli anni cinquanta troviamo:
- 1960 –1974: gli ultimi anni di sviluppo demografico espansivo, con la popolazione che passò da 94.825 a 111.043 unità.

Il saldo demografico, tranne che nel 1961 e 1967, si mantenne costantemente superiore alle mille unità e generò un tasso medio annuo di crescita attorno al 13 per mille.
Elementi portanti dell'esplosione demografica furono innanzitutto gli elevati valori della natalità (fenomeno del “baby boom”) con il relativo tasso che oscillava fra il 12,7 ed il 16,2 per mille, raggiungendo quest'ultimo valore, (massimo storico non più registrato) in corrispondenza del 1965 con 1645 nati.
Più uniforme l'andamento della mortalità il quale, nonostante qualche oscillazione, procedeva secondo una tendenza di lieve ma costante crescita, muovendosi in un intervallo di valori compresi tra il 7,9 e 9,8 per mille.
In valore assoluto, furono più gli anni nei quali si registrò un numero di morti inferiore a 1000 che non quelli con valori superiori.
Non meno sostenuto risultò il livello dei movimenti migratori: sull'onda non ancora esaurita della favorevole congiuntura degli anni dello sviluppo economico (1951-1963), alimentati da massicci trasferimenti verso il nord Italia e dai processi di urbanizzazione, i flussi migratori dimostrarono di avere considerevole vitalità e consistenza.
- 1975 - 1979: gli anni dello sviluppo moderato con la popolazione che invecchia ma continua ad aumentare raggiungendo il picco storico di 113.241 unità nel 1979.

Sebbene caratterizzato da valori positivi tanto del saldo demografico quanto dei differenziali del movimento naturale (ad eccezione del 1979) e migratorio, lo sviluppo della popolazione segnalò un cambio di marcia nei suoi ritmi espansivi con l'inizio di una decelerazione che ridusse notevolmente la velocità di crescita.
A determinare questo rallentamento contribuì in primo luogo il progressivo venir meno dell'apporto fino ad allora fornito allo sviluppo del movimento naturale, la cui costante riduzione in termini di saldo giunse per la prima volta a mostrare nel 1979 un valore negativo.
È conseguenza di ciò il costante attenuarsi dei livelli di natalità (9,1 per mille) contrapposti a valori lievemente crescenti della mortalità (9,7 per mille)
Anche i movimenti migratori diedero il loro apporto, sebbene in tono minore, al rallentamento della crescita della popolazione: meno consistenti rispetto al passato, soprattutto quelli in entrata, i flussi dimostrano una accentuata tendenza ad avvicinare i propri valori così da produrre differenziali sempre più ridotti.
- 1980 - 1986: gli anni della caduta frenata vedono consolidarsi il modello a bassa natalità della società ternana che porta come risultato l'invecchiamento della popolazione e quindi il suo progressivo decremento.

In termini assoluti la consistenza della popolazione scende da 113.108 a 111.162 unità, caduta che corrisponde ad un tasso medio annuo dell'1,35 per mille.
Il differenziale del movimento naturale, a partire dal 1979, diventa definitivamente negativo e determinato in ciò dal persistente prevalere dei decessi sulle nascite.
I 785 nati (7,1 per mille) rapportati coi 1084 morti (9,7 per mille) nel corso del 1986, sostanziano assai eloquentemente il divario crescente in seno alla componente naturale della popolazione; se tuttavia la negatività crescente del saldo naturale non si riflette per intero sul saldo demografico, ciò è dovuto al solo fatto che almeno in questo periodo l'effetto delle determinazioni biologiche viene in parte controbilanciato dai differenziali dei movimenti migratori, limitati ma ancora positivi.
- 1987-1992: gli anni della popolazione in caduta libera; nulla più si oppone al continuo e crescente decremento della popolazione e tutti i fenomeni del precedente periodo si presentano su scala allargata.

La popolazione scende fino alle 108.138 unità nel 1992 e i movimenti migratori esauriscono la loro funzione di contrappeso degli esiti negativi della componente biologica.
- 1993-1999: anni di sostanziale equilibrio con la popolazione che si assesta sulle 108.000 unità.

Un anno a sé stante è il 1994, in quanto è stata fatta una sanatoria che ha caratterizzato il saldo migratorio di 1129 unità e ha permesso un saldo demografico in attivo di 634 unità; è proprio in questi anni che si riscontra il maggior divario fra tassi di natalità (media del 6,9 per mille) e tassi di mortalità (media dell'11,3 per mille).
L'agglomerato urbano è rappresentato dalla Conca ternana, dalla Valnerina Ternana, dalla Provincia di Rieti e dalla città di Spoleto (PG), per il quale esiste un "Accordo di pianificazione", raggiunge i 372.782 abitanti.
Abitanti censiti

- Comuni italiani per popolazione

### Etnie e minoranze straniere
Al 31 dicembre 2023 gli stranieri residenti nel comune erano 12 978, ovvero il 12,19% della popolazione. Di seguito sono riportati i gruppi più consistenti
- Romania: 3 743
- Albania: 1 270
- Ucraina: 1 119
- Filippine: 684
- Nigeria: 672
- India: 590
- Marocco: 500
- Pakistan: 498
- Cina:350
- Bangladesh: 316

### Dialetto
Il dialetto tradizionale ternano fa parte del gruppo dei dialetti mediani propriamente detti (in opposizione ai dialetti "perimediani" più prossimi alla Toscana). Alcune delle caratteristiche più notabili:
- la conservazione della differenza tra /u/ ed /o/ finali atoni romanzi (lupum > lupu, melius > mejo, laddove in italiano /u/ finale si è aperto in /o/);
- l'articolo forte lu (< (il)lum);
- la categoria morfologica del neutro di massa (il "neoneutro romanzo", consimile al neutro napoletano ed asturiano), che marca la non contabilità dei maschili ed è distinta dal maschile dall'articolo lo;
- la desinenza plurale -e dei femminili di seconda classe: la notte, le notte (< noctes);
- il pronome personale issu (< ipsum) e i corrispettivi essa, issi, esse;
- la tripartizione dei dimostrativi in quistu "questo", quillu "quello" e tistu "codesto";
- l'apocope degli infiniti (cantà, piacé, ride, capì "cantare, piacere, ridere, capire");
- il possessivo enclitico inalienabile (fratimu "mio fratello");
- la fusione della seconda e della terza coniugazione verbale;
- le metafonesi sabina /ɛ, ɔ/ > /e, o/ e centro-meridionale /e, o/ > /i, u/ (béllu, bélli ma bèlla, bèlle; niru, niri ma nera, nere);
- la lenizione delle occlusive sorde intervocaliche;
- l'eliminazione frequente di /v, d, g/ intervocalici;
- la sonorizzazione delle sorde se precedute da nasale (campu, infernu, cantà che si realizzano circa ['kambu, iɱ'vernu, kan'da]).

## Cultura

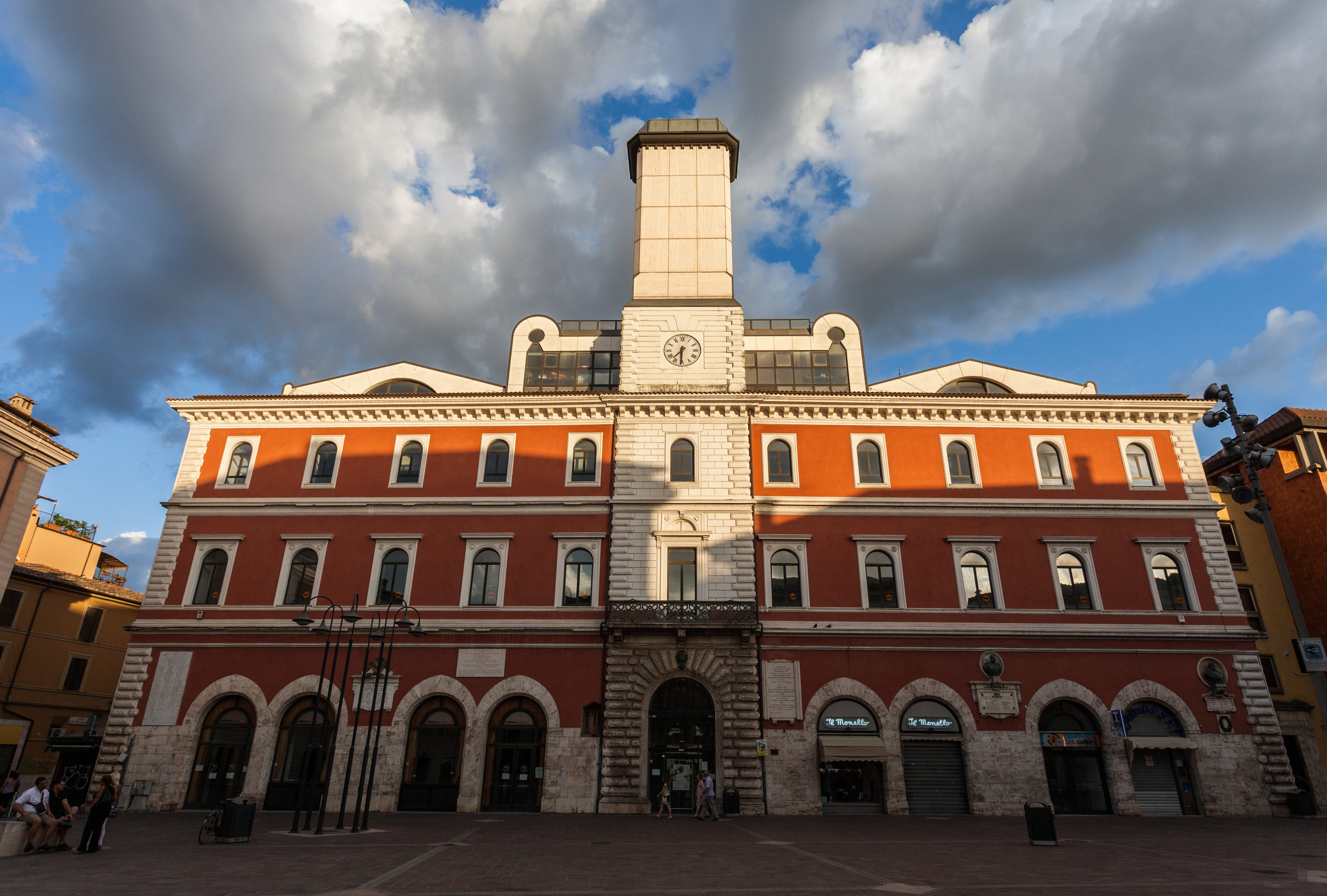
La Biblioteca Comunale costruita sul vecchio palazzo medievale del Municipio

### Musei

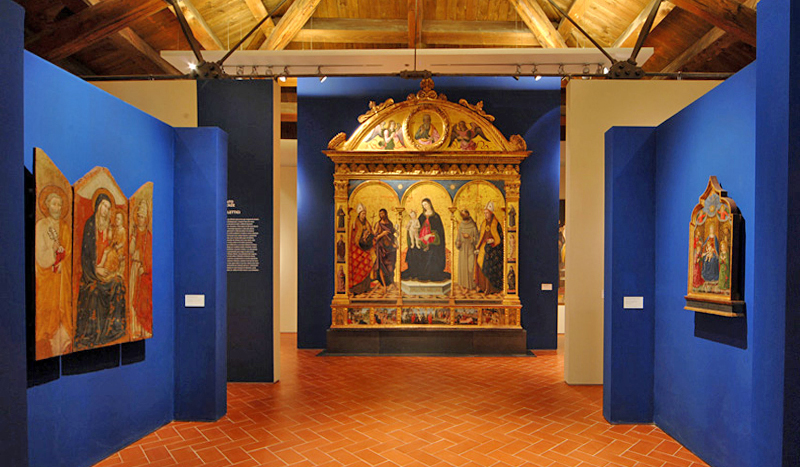
La Pinacoteca comunale, nella vecchia sede (oggi nel complesso CAOS).

- CAOS (Centro per le Arti Opificio Siri),[60]
  - Museo archeologico [69]
  - Museo d'arte moderna e contemporanea Aurelio De Felice[70]
- Museo diocesano e capitolare
- HYDRA - Museo multimediale Cascata delle Marmore[71]
- Parco "A. De Felice" a Torreorsina
- Paleolab - museo delle raccolte paleontologiche dell'Umbria meridionale[72] (ex-chiesa di San Tommaso)
- Centro di visita e documentazione Umberto Ciotti di Carsulae
- Centro di documentazione dell'Area naturale protetta del Parco Fluviale del Nera, con il Museo Ornitologico e Micologico nel palazzo Magalotti di Collestatte.
- Centro di Documentazione sul Patrimonio Industriale Locale "Antenna Pressa"
- Museo delle armi della città di Terni
- Museo del motorismo ternano
- Museo del flipper e del modernariato Dino Merluzzi[73]
- Pinacoteca Comunale O.Metelli[74]
- Rifugi antiaereo della II guerra mondiale[75]
- Casa museo Elio Rossi Passavanti[76]
- Sala espositiva Garibaldina[77]
- Il Paese dei Balocchi, con al suo interno le scene del film "Pinocchio"[78][79]

Teatro
Teatro Secci
Biblioteca
Biblioteca Comunale

### Università
Già nel 1974 l’Università degli Studi di Perugia ha reso Terni sede di alcuni corsi universitari, che successivamente, nel 1997, sono stati organizzati nel Polo Scientifico Didattico di Terni, sempre sotto la giurisdizione dell'Università di Perugia. Attualmente sono presenti i corsi di laurea in Economia e direzione aziendale, in Ottica e optometria, in Ingegneria industriale, in Ingegneria dei materiali e dei processi sostenibili, in Medicina e chirurgia, in Infermieristica, in Scienze per l'investigazione e la sicurezza ed in Scienze socio-antropologiche per l'integrazione e la sicurezza sociale.
Dal 2018 è attiva una sede dell'Università Telematica "Pegaso".

### Centri di ricerca
- Centro Europeo di Ricerca sulle cellule staminali - Diretto da Angelo Vescovi, da ubicare presso la restaurata caserma dell'ex-milizia, nei pressi dell'ospedale. Dall'estate 2006 è attiva la Banca delle Cellule Staminali, ovvero una struttura in cui vengono prodotte e conservate cellule del cervello umano per curare, in futuro, le malattie neurodegenerative.[83] Il 26 agosto 2011 il comitato etico regionale dell'Umbria ha dato via libera alla sperimentazione delle cellule staminali sull'uomo.[84]
- Centro di eccellenza sui materiali innovativi nanostrutturali per applicazioni chimiche, fisiche e biomediche.[85]
- Human Health Foundation - Laboratorio di ricerca sul cancro.
- T.E.R.N.I. - Terni Enterprise for Research and New Industries (meglio nota come Terni Research): centro di ricerca e produzione di fonti energetiche alternative. Gestore di diversi complessi fotovoltatici ed eolici nella provincia di Terni ed in altre zone d'Italia, studia nuove tecnologie di smaltimento e di conversione dei rifiuti in bio combustibili.

### Media

#### Televisione
- Tele Galileo (riaperta nel 2024 dopo tre anni)
- Umbria + TRT - TeleTerni
- AM Terni Channel

#### Stampa
- Il Corriere dell'Umbria
- La Nazione - Edizione di Terni
- Il Messaggero - Edizione di Terni

#### Radio
- Radio Galileo
- Radio Incontro
- Radio T.N.A.

### Cinema
The Space
Cityplex politeama Lucioli
Alla fine degli anni novanta, Roberto Benigni decise di girare nei dintorni della città, e più precisamente presso la vecchia zona industriale dismessa di Papigno, il suo film La vita è bella, vincitore di tre premi Oscar: i capannoni abbandonati della vecchia fabbrica della calciocianamide si adattavano perfettamente all'ambientazione delle vicende del film in un campo di concentramento nazista (anche il film Pinocchio fu completamente girato negli studi di Papigno). In conseguenza di questo episodio, e dell'esistenza del CentroMultiMediale (CMM) - struttura produttiva ora dismessa per totale inutilizzo, che ospita teatri di posa dove sono state occasionalmente girate scene sia di lungometraggi che cortometraggi, si parlò tra il 1997 e il 1998 di fare dell'impianto industriale una sorta di città del cinema (pubblicizzata all'epoca come "Papignolliwood"). Il progetto è stato realizzato solo in parte e senza una reale bonifica dell'area, pesantemente inquinata. Gli studi di Papigno, che sulla carta vantano teatri di posa tra i più grandi in Europa, una piscina con oblò per le riprese e un teatro di posa, fornito di un enorme blue screen, destinato alla ripresa di scene a cui dovranno essere aggiunti effetti speciali, sono stati utilizzati solo in modo sporadico e occasionale. Recentemente, grazie a un patto stipulato con il comune di Terni, gli studi di Papigno sono passati sotto la gestione di Cinecittà che nonostante la promessa di svolgervi almeno 150 giorni di lavoro annui, li ha di fatto adibiti al ruolo di magazzino, svolgendovi solo occasionalmente (pochi giorni negli anni) qualche attività lavorativa.
Diversi film, sceneggiati televisivi, spot pubblicitari e videoclip musicali sono stati ambientati nella zona. Tra questi, Acciaio di Walter Ruttmann (1933), La caduta degli dei di Luchino Visconti (1969), Inferno di Dario Argento (1980), Intervista di Federico Fellini (1987) e La ragazza di Bube di Luigi Comencini (1963).
Nel 1999, presso l'ospedale cittadino Santa Maria, ebbero luogo le riprese della fiction Titanus-Rai L'amore oltre la vita con Monica Guerritore e Adriano Pappalardo. La stessa Rai, al termine delle riprese, regalò all'ospedale una statua in gesso di Santa Maria utilizzata nello sceneggiato e oggi posta all'interno della cappella dell'ospedale con tanto di targhetta attestante la donazione.
Nel 2001 fu completamente ambientata a Terni la fiction Sei forte maestro.
Negli studios di Papigno è stato girato La terza madre di Dario Argento.
Inoltre, proprio nel CMM, nella primavera del 2004 fu realizzata la prima edizione del reality show Music Farm.
Nel 2007 è stato girato il film Lezioni di cioccolato con Luca Argentero e Violante Placido.
Il 29 novembre 2007, presso gli studi di Papigno si è svolto lo spettacolo di Roberto Benigni Quinto dell'Inferno, basato sulla Divina Commedia di Dante.
Nel 2008 è stato interamente girato a Terni il film Alice per la regia del ternano Oreste Crisostomi, distribuito da Medusa Film nel 2010.
Nel gennaio 2011 cominciano le attività della Funfactory Entertainment che produrranno al CentroMultiMediale svariati Format, Sitcom, una Fiction e un Film.
Nel 2012 sono state fatte alcune riprese per la miniserie La vita che corre andata in onda su Rai 1.
Nel 2016 vi sono state effettuate parte delle riprese del film Tv In arte Nino; altre riprese sono state effettuate anche a Carsulae, Narni, Amelia e Avigliano Umbro. Il film è incentrato sulla vita di Nino Manfredi prima di ottenere il successo con Canzonissima, l'attore ciociaro è interpretato da Elio Germano, mentre la regia è del figlio di Manfredi, Luca. Il film è andato in onda il 25 settembre 2017.

### Musica
C'è l'Istituto Superiore di Studi musicali "G. Briccialdi" situato sui tre piani di un prestigioso edificio rinascimentale al centro storico della città il Palazzo Giocosi Mariani.

#### Gruppi musicali provenienti da Terni
- Synthesis - Gruppo heavy metal attivo dal 1978.
- My Mine - Gruppo musicale di genere elettronica/Sinth-pop.
- Warhead - Gruppo musicale di genere punk attivo dal 1982.

### Teatro
Teatro Verdi
Teatro Secci
Ascanio Celestini, nello spettacolo teatrale Fabbrica, cita Terni e la vita operaia delle Acciaierie, inoltre fa riferimento agli episodi della morte di Luigi Trastulli durante le proteste contro l'adesione dell'Italia alla NATO e della marcia contro i licenziamenti per la riduzione del personale dell'Acciaieria avvenuta nei primi anni '50.
Sempre l'autore romano, insieme alla cantautrice ternana Lucilla Galeazzi, a Marco Gatti e alla Fisiorchestra, inscenarono, per la stagione 2002/03 del Teatro Stabile dell'Umbria, lo spettacolo "Sirena dei Mantici".
L'esibizione ricostruiva le storie degli operai della Terni intrecciate con la vita dei cittadini e delle cittadine ternane dal sorgere dell'industria sino al secondo dopoguerra, raccontando le esperienze dei movimenti operai ternani.

### Cucina

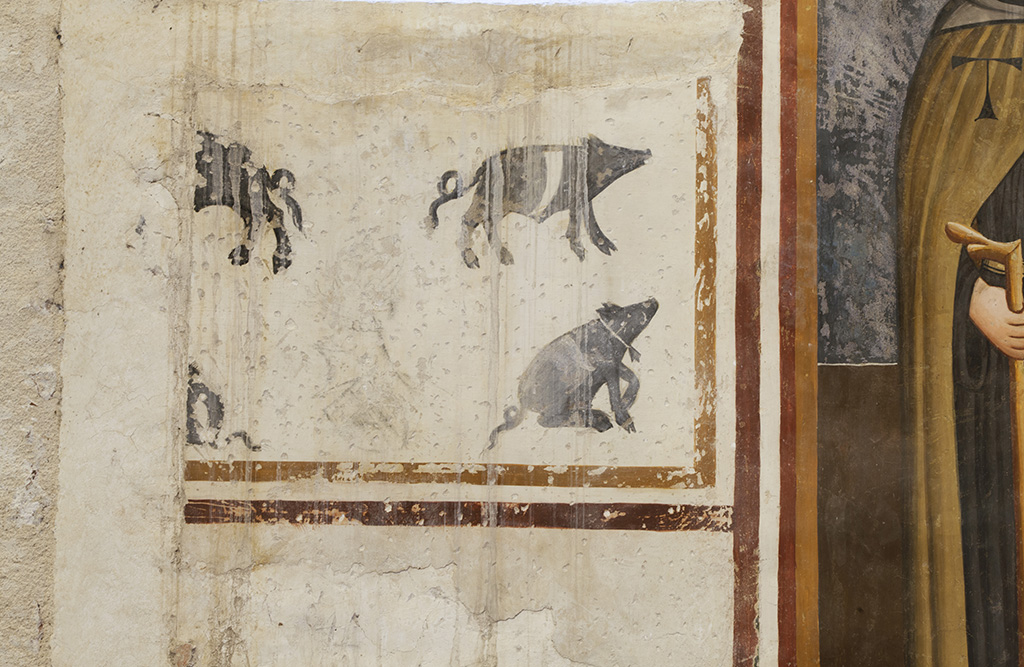
Maiali Cinturini in affreschi del '400 (Vallo di Nera)

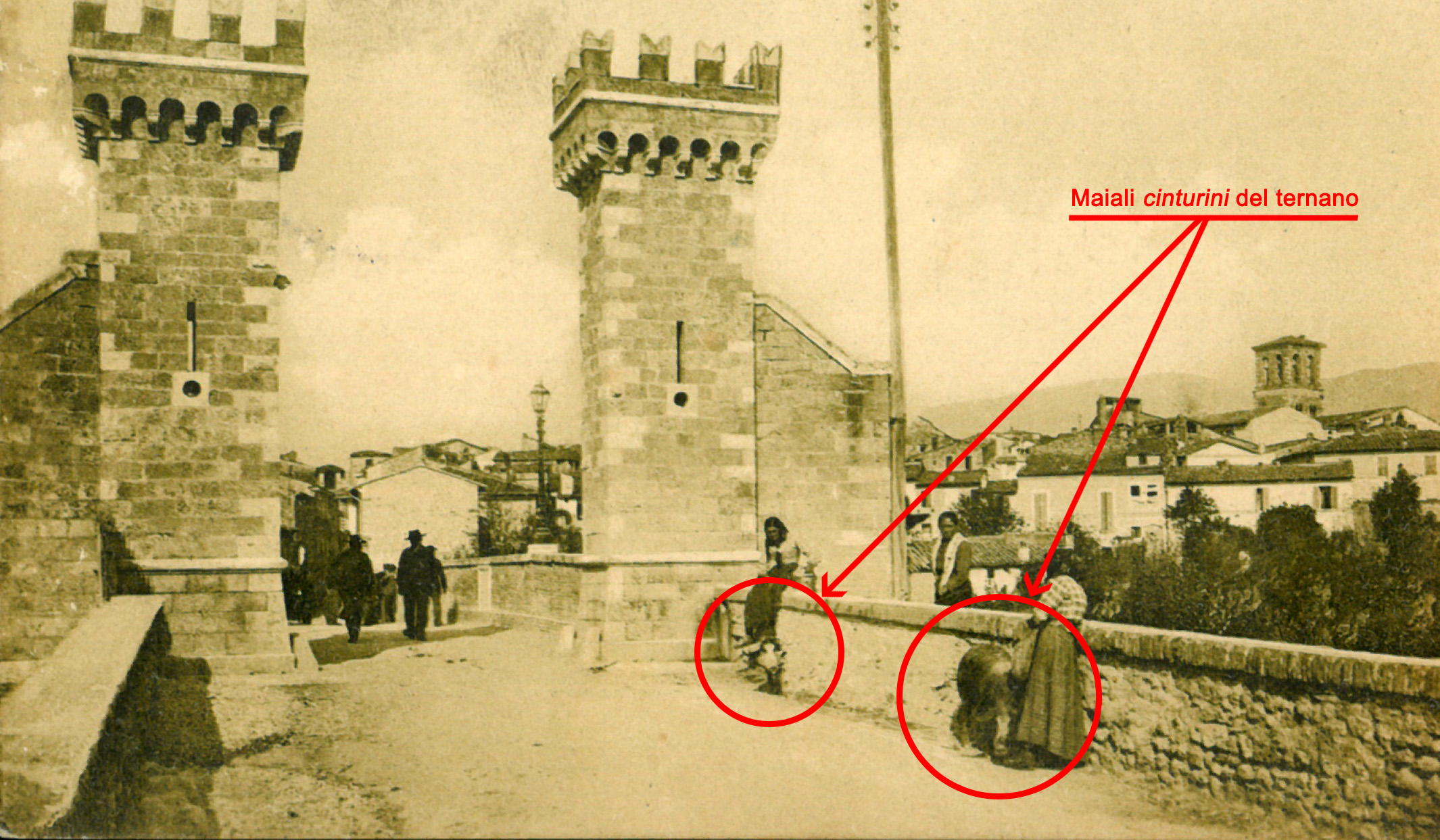
Maiali Cinturini a Porta Garibaldi (Terni, cartolina dei primi del '900)

Terni è una città che, pur risentendo notevolmente l'influenza dei piatti tipici della vicinissima Valnerina (soprattutto per quanto riguarda legumi, salumi, olio, funghi e tartufi), è riuscita nel tempo a caratterizzarsi per alcune prelibatezze autoctone. I ternani sono sempre stati degli ottimi consumatori di carne (di ogni genere, ma di maiale soprattutto). Questo grazie anche alla zona geografica, storicamente abbontandante, sin dall'antichità, di querceti di varie specie e di allevatori di maiali. La razza suina tipica del territorio ternano è l'antico Maiale Cinturino, utilizzato fino al tardo 1800; dopo l'industrializzazione e con l'avvento del grande Maiale Rosa dello Yorkshire (inglese) nel mercato italiano, preferito per la sua mole e per la maggiore quantita di carne, ne è stato quasi del tutto abbandonato l'allevamento.
Per quanto riguarda la pizza, i ternani continuano a prediligere quella al taglio rispetto a quella al piatto, sebbene alcune pizzerie (al taglio) storiche del centro cittadino abbiano chiuso l'attività negli ultimi anni. Tuttavia un paio di storiche tradizioni di panettieri e pizzettari di pruduzione artigianale sopravvivono allo scorrere del tempo e delle mode, continuando ad alimentare fama e curiosità culinaria dalle città limitrofe e lontane; per quanto riguarda lo streetfood di Terni alcuni tipi di pizza particolari danno lustro, tipicità e unicità alla cucina ternana: la Pizza Grassa de Elio e le Ciambelle Grasse de Colasanti .
La stragrande maggioranza dei paesini e castelli nei dintorni di Terni organizza ogni anno, periodi estivi e autunnali di sagre, tanto che, ormai si parla di vero e proprio circuito gastronomico del comprensorio. Ecco un elenco di piatti tipicamente ternani e di piatti abitualmente consumati dalle famiglie di Terni:

### Il Pane Sciapo di Terni

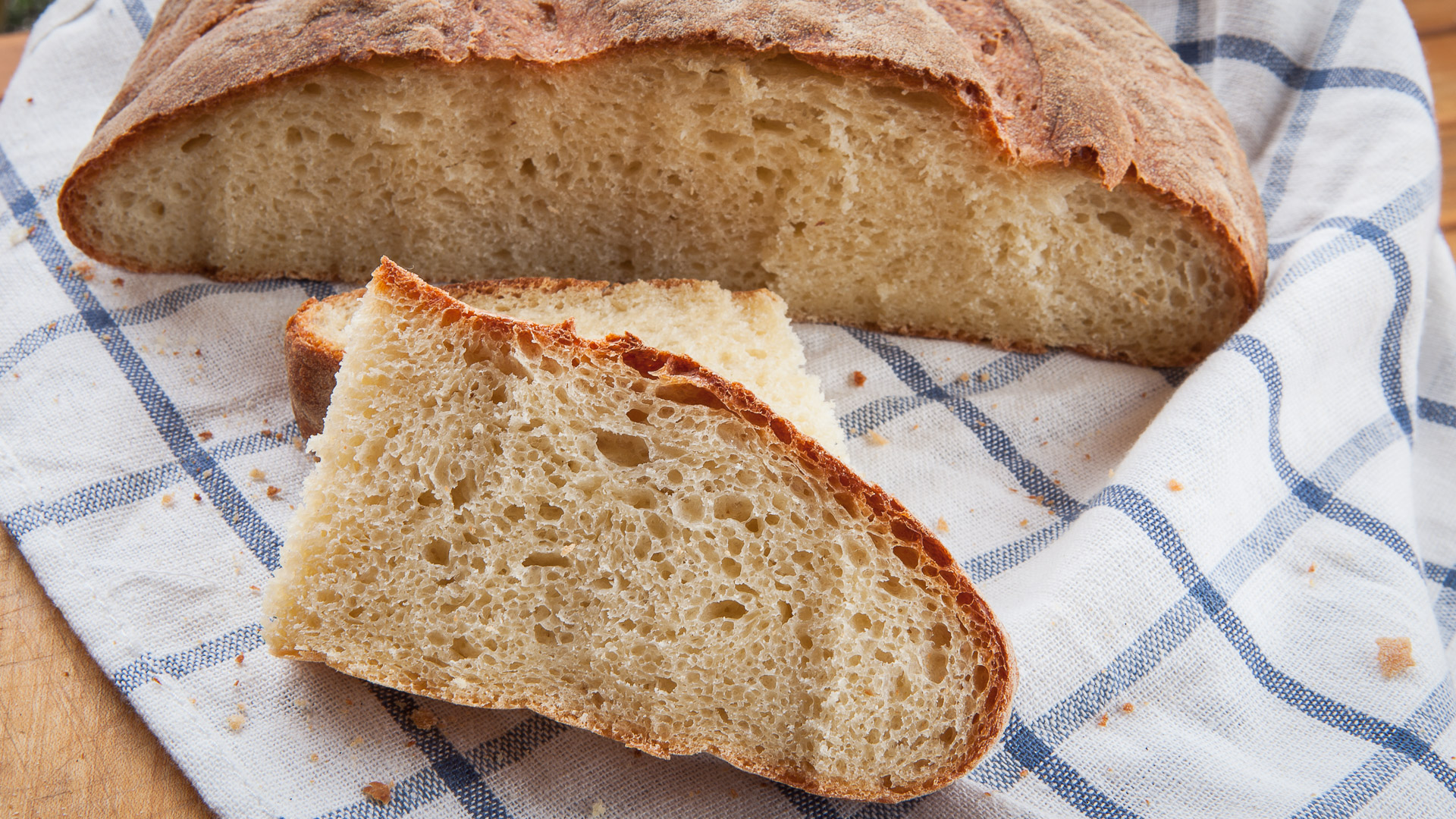
Pane sciapo di Terni

- Pane di Terni: non salato, facilmente digeribile, è tipico del luogo.
- Bruschetta: utilizzata spesso come antipasto, viene degustata semplicemente con l'olio umbro (di pregevole fattura anche in paesi del ternano che fanno parte del circuito delle "Città dell'olio", come Stroncone, Sangemini, Ferentillo e Cesi, che si ergono su colline piene di ulivi), con olio e pomodoro, oppure con paté a base di olive, di carciofi o di cacciagione.
- Pizza grassa Ternana [92]

### Primi piatti

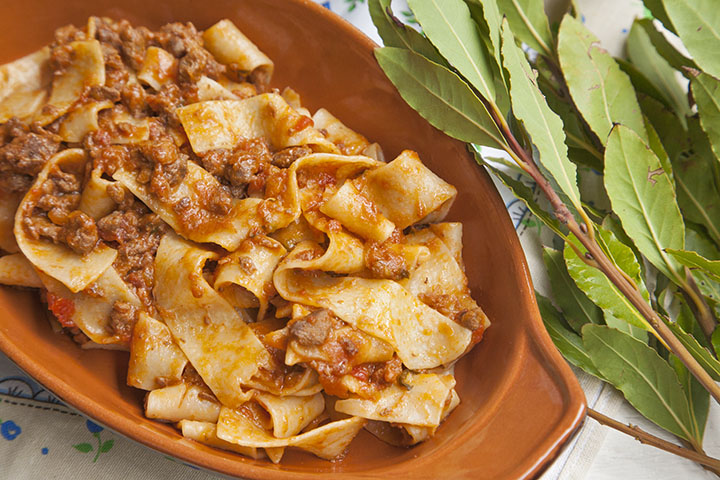
Pappardelle ternane al cinghiale

- Ciriole: primo piatto di pasta, più spessa degli spaghetti, che ben si combina con un sugo a base di funghi o a base di asparagi. La variante ciriola alla ternana viene servita in molti ristoranti del luogo.
- spaghetti o tagliatelle al tartufo.
- Pappardelle al cinghiale: un altro primo piatto.
- Gnocchi alla Collescipolana: i famosi gnocchetti alla Collescipolana, dalla forma più quadrata e dalla consistenza più tosta e al dente rispetto a quelli di patate classici del nord Italia, sono conditi con fagioli e sugo di salsiccia di maiale sono una vera prelibatezza di Terni. Questo piatto prende il nome dalla frazione del castello ternano di Collescipoli.

### Secondi piatti

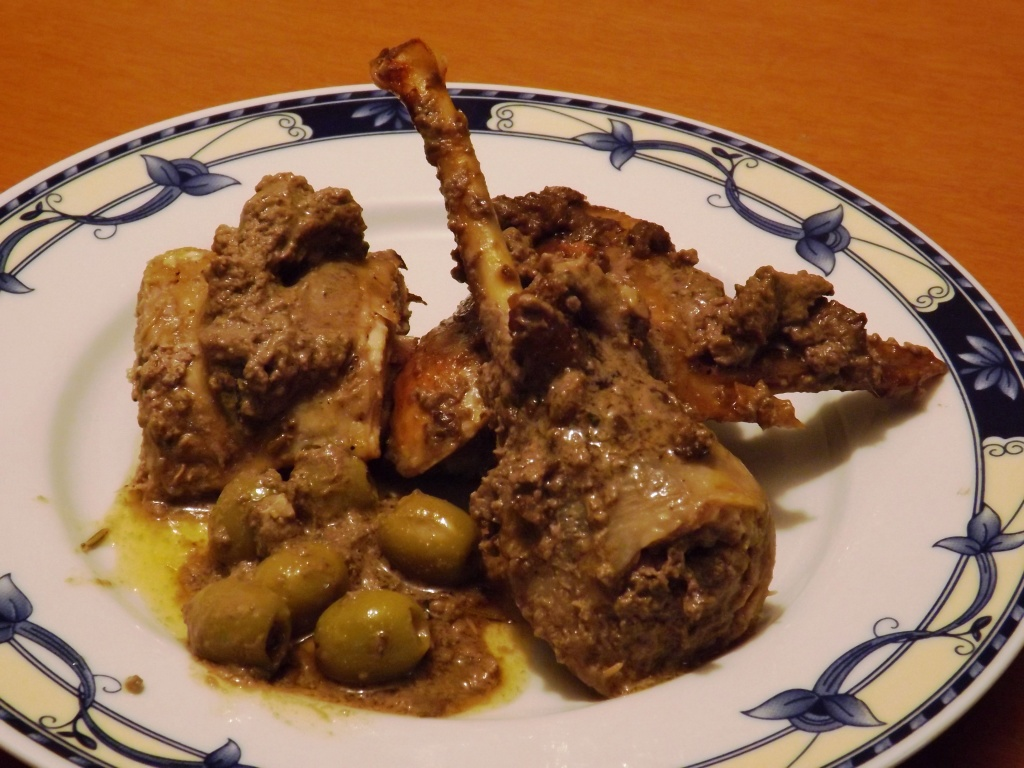
Faraona alla Leccarda

- Pizza di formaggio pasqualina: sempre presente in tavola nel periodo pasquale, per una tradizione ternana ormai estesa a tutto il territorio umbro.
- Pizza sotto lu focu: è una sorta di focaccia cotta a legna dall'aspetto simile ad una piadina ben più robusta, tipica dell'ancestrale tradizione culinaria della città di Terni. All'interno la si farcisce solitamente con prosciutto, formaggio, erbe di campo cotte e salsiccia, o anche con il solo olio. È un piatto che si consuma prevalentemente in inverno. Particolarmente famosa è la pizza sotto lu focu di Portaria, castello a nord della conca ternana e attualmente frazione del comune di Acquasparta, situato sulla collina di fronte alle antiche rovine romane di Carsulae e vicino ai castelli di Cesi e Sangemini. Nella provincia di Perugia questo piatto è conosciuto come torta al testo (ci sono, comunque, piccole differenze).
- Cacciagione: famosi sono i piatti come il Cinghiale alla cacciatora, la Faraona alla leccarda (piatti tipici di Terni, risalenti al Medioevo) o la polenta cucinata con la cacciagione (allodole, tordi, ecc.).

### La pasticceria

La pasticceria Pazzaglia (primo edificio sulla sinistra, cartolina del primo '900)

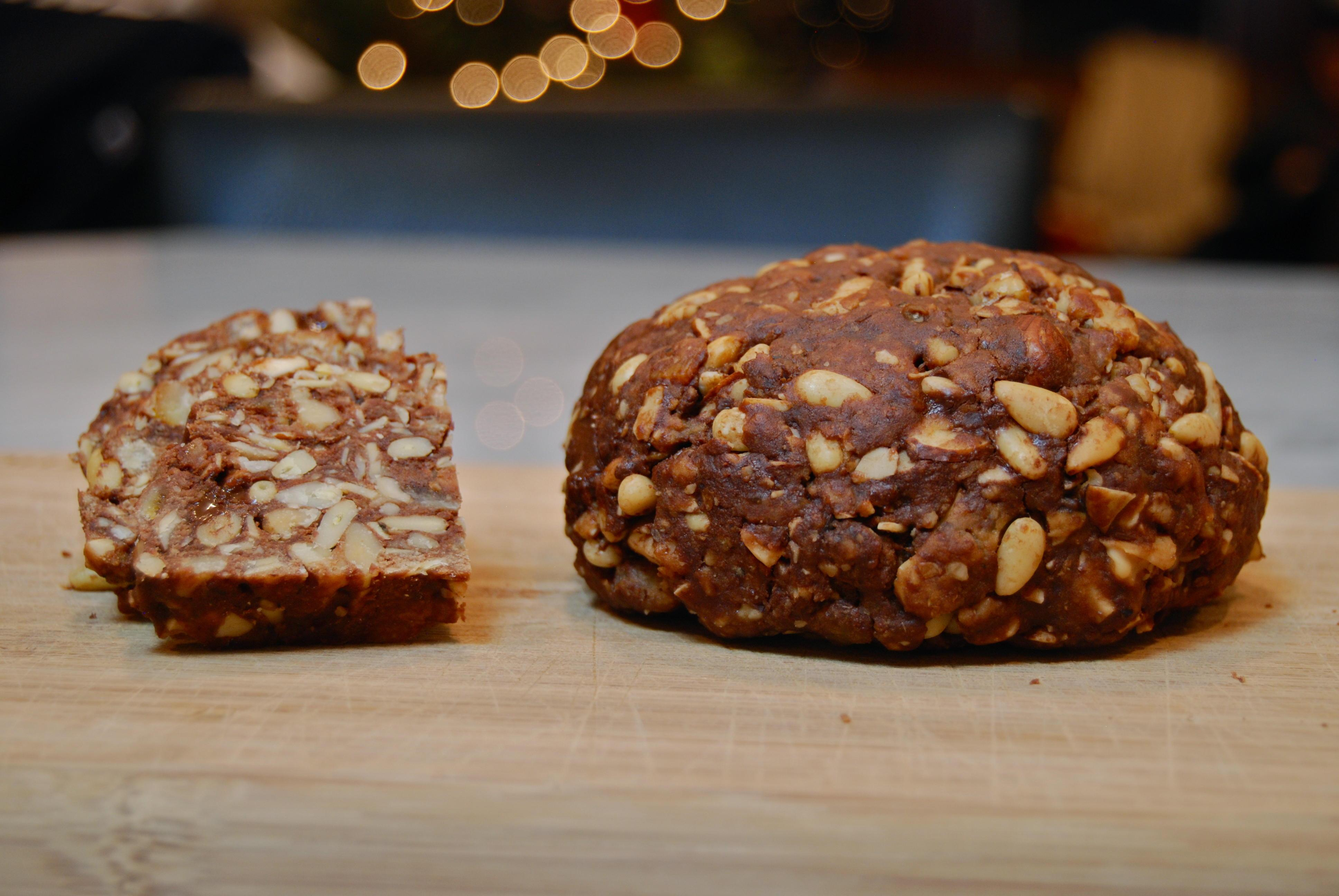
Panpepato di Terni

Il primo laboratorio di pasticceria di Terni sorse ad opera di Spartaco Pazzaglia nel 1913. Egli fu l’antesignano di maestri della pasticceria che producono ancora squisiti dolci, tanto che è ancora usuale che in molti giungano a Terni da Roma e da altre città, per gustare la bontà di questa dolce cucina artigianale. L'innovazione di Pazzaglia fu di prendere l'antica ricetta, risalente al Rinascimento (secolo XVI), del panpepato ternano e metterci il cioccolato, invece che solo il miele; questa miglioria lo rese famoso.
- Panpepato (o pampepato) di Terni: dolce natalizio composto di una quantità notevole di ingredienti (tra cui miele, cioccolato, pinoli, nocciole, noci, pepe ecc.), è tipico anche in alcune zone dell'alto Lazio e della valle del Tevere, ma anche nell'Umbria orientale. Tuttavia il panpepato non ha perso la sua tradizionale origine ternana che ha il marchio D.O.P. Nel periodo natalizio è usanza comune per i ternani di cucinare parecchi pampepati per poterli anche regalare agli amici o ai parenti. È considerata una finezza tagliare a fette sottili il pampepato da offrire.
- Paste e crostate delle pasticcerie ternane: nelle pasticcerie di Terni vengono preparati dei dolci di altissima qualità, come crostate alla crema o alla cioccolata e come, soprattutto, le paste (dall'ampia gamma di scelta: si parla di crema, panna, crema al cioccolato e frutta). La crema è particolarmente curata nella lavorazione (spesso fatta a mano). È consuetudine del luogo prendere le paste la domenica mattina per poi degustarle come dessert del pranzo. Anche nelle occasioni in cui si viene ospitati si usa comprare le paste e degustarle con la famiglia (o gli amici) ospitante. Rinomati anche i cornetti della mattina (vuoti, alla marmellata, alla crema, integrali al miele), da gustare ben fumanti. Anche le gelaterie del centro cittadino offrono gelati di ottima qualità.

### Gli alcolici

Metello Morganti

Viparo (tipico liquore amaro di Terni)

- Amari: particolarmente conosciuti quelli a base di erbe come il "Viparo". Ad inventarlo fu un farmacista ternano, Metello Morganti, nei primi del '900, il quale ottenne questo "elisir", frutto di un infuso alcolico di erbe, radici, fiori e legni aromatici in botti di castagno, cui venne aggiunto zucchero caramellato che gli conferì il caratteristico colore. Dopo cinque anni di invecchiamento il liquore ternano è pronto per essere venduto. Il Viparo è una bevanda che va degustata come aperitivo puro o con soda, o a fine pasto per le sue eccellenti qualità digestive. L'originale nome «Viparo» deriva dal latino «vis-paro», ossia «genera forze», ed è per questo motivo che ad esso sono legati numerosi aneddoti: negli anni '30, infatti, gli operai delle Acciaierie di Terni erano soliti entrare in farmacia a corroborarsi con un bicchierino prima di iniziare i pesanti turni di lavoro, grazie anche alla bassa gradazione alcolica (20,9°), e durante la seconda guerra mondiale furono numerose le testimonianze di soldati che si rigeneravano con un sorso di Viparo. Altre bevande tipiche ternane sono: "Amaro Vecchia Umbria" e il "Thyrus", dalle notevoli proprietà digestive e dall'ottimo retrogusto dolciastro.

### Eventi
- Da gennaio a marzo - Visioninmusica, stagioni di spettacoli e concerti di musica classica a livello internazionale.
- Da gennaio ad aprile - Araba Fenice, stagioni concertistiche di musica classica a livello internazionale.
- Da ottobre ad aprile - Filarmonica Umbra, stagioni concertistiche di musica classica a livello internazionale.
- Febbraio - Giorno di San Valentino vescovo e martire, nativo e patrono della città e protettore degli innamorati, la basilica è situata a 2,2 km dal centro e conserva il corpo del martire. Per tutto il mese di febbraio la città ospita gli Eventi Valentiniani dedicati al patrono della città e a tutti gli innamorati del mondo. Agli eventi religiosi vengono affiancati concerti, mostre, conferenze, sagre, seminari, spettacoli teatrali, sport, premiazioni, fiere. Dal 2005 gli eventi si sono arricchiti con gli stand di Cioccolentino, dove il cioccolato e la tradizione della pasticceria ternana animano le vie del centro.
- Aprile - Certamen Taciteum, concorso letterario riservato agli studenti delle scuole secondarie italiane, che consiste in una prova di traduzione di un testo latino dello storico Gaio Cornelio Tacito, (che si pensa) nativo della città.
- Aprile - tre giorni di Regata Internazionale di Canottaggio "Memorial Paolo D'Aloya" al lago di Piediluco.
- Aprile - Terni Influencer & Creator Festival (TIC Festival), una tre giorni dedicata al mondo degli Influencer e dei Creator con incontri, panel, workshop e molte altre attività distribuite in tante location del centro città.
- 30 aprile e 1º maggio - Il Cantamaggio ternano, una festa popolare che si svolge ogni anno. Secondo una consuetudine gruppi di "maggiaioli" (così vengono definiti coloro che partecipano attivamente alla festa) nella notte del 30 aprile si recano di casa in casa, fino al mattino, cantando canti allegri, primaverili, di saluto, e canzoni d'amore per celebrare il maggio. Gruppi di persone allestiscono carri allegorici a tema, che sfilano per le vie di Terni le sere del 30 aprile e del 1º maggio per concorrere alla premiazione dell'ultima sera. Prima della sfilata gli organizzatori, in collaborazione con le associazioni culturali e i gruppi teatrali, organizzano molte rappresentazioni, mostre e spettacoli vari. Una tradizione di queste è la gara di canti dialettali. La festa del Cantamaggio originariamente si svolgeva nelle campagne limitrofe alla città di Terni. La trasformazione della città, da agricola a industriale, portò ad una crescita demografica vertiginosa che a sua volta influenzò anche l'aspetto urbanistico della città. Iniziarono ad essere costruiti edifici con capienze maggiori per poter soddisfare la grande richiesta di un alloggio. Tra questi edifici che iniziarono a sorgere, vi era il "Palazzone" o casone Spadoni, struttura abitativa modello per la nuova comunità operaia, la quale si costituì come modello di inurbamento e punto di incontro e di passaggio tra città e borgo rurale. Così negli anni venti e più ancora nei trenta del Novecento essa divenne la sede del Cantamaggio, sottratta alla campagna così come lo era stata la gente. Nel palazzone la festa veniva preparata accuratamente e con attiva partecipazione di tutti; questo edificio veniva trasformato in un vero e proprio teatro all'aperto con addobbi floreali che facevano da cornice agli spettacoli in cui si esibivano i maggiaioli. Durante il periodo fascista tale festa, che si svolgeva tra il 30 aprile e il 1º maggio, dava la possibilità di festeggiare parallelamente in modo camuffato la festa dei lavoratori, abolita dal regime.
- Giugno - Concorso Internazionale Pianistico "Alessandro Casagrande".
- Ultima domenica di giugno - Festa delle acque - alla cascata delle Marmore e al lago di Piediluco.
- Giugno - Giugno Cesano, nella frazione di Cesi vengono svolte varie manifestazioni teatrali, musicali affiancate alle taverne di cucina tipica. le manifestazioni si concludono con un lungo Serpentone, dove è possibile mangiare camminando per le vie del paese.
- Luglio - Ephebia Festival, manifestazione musicale che dopo un anno di selezione si conclude a Terni con l'esibizione dei migliori gruppi giovanili selezionati da tutta Italia. Negli anni hanno suonato tra gli altri: Linea 77, Statuto, The Ark, Moltheni, Afterhours, Il Teatro degli Orrori, Tre Allegri Ragazzi Morti, Casino Royale, Cosmetic, Zen Circus, Meganoidi, Paolo Benvegnù, Dente, Massimo Volume, Stato Sociale e Gazebo Penguins. Dal 2014 Ephebia si è allargato anche oltre i confini italici. Infatti si sono esibiti, tra gli altri, i britannici 65daysofstatic.
- Settembre - "Tributo a Sergio Endrigo - Città di Terni", manifestazione musicale che celebra la figura e il valore artistico di Sergio Endrigo, che sposo' una cittadina ternana ed è sepolto nel cimitero civico. Negli anni, dal 2012, sono stati ospiti dell'evento Simone Cristicchi, Francesca Michielin, Morgan.
- Settembre - Terni Festival, festival internazionale della creazione contemporanea. Il festival propone un cartellone di spettacoli teatrali di artisti italiani e stranieri.
- Settembre - Terni On-Notte Bianca, notte bianca dove si svolgono concerti, spettacoli, manifestazioni, fiere ed altro nei tre giorni (e notti) di un fine settimana.
- Ottobre - Terni e Narni Horror Fest, festival di cinema e letteratura nella settimana di Halloween. Il festival comprende presentazioni di libri e fumetti e proiezioni cinematografiche, nonché reading teatrali.
- Novembre - Popoli e Religioni - Terni Film Festival, festival cinematografico dedicato al dialogo interreligioso.
- Vari periodi dell'anno - Hermans Festival, concerti d'organo.

## Geografia antropica

### Suddivisioni di Terni

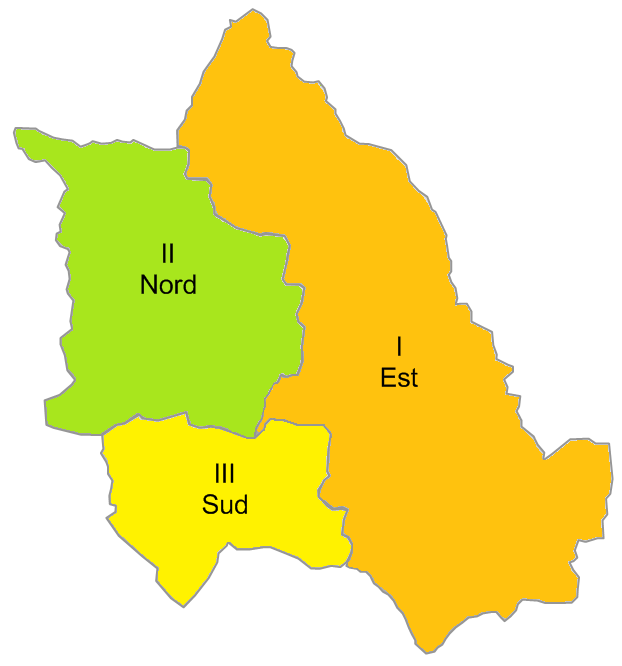
Ripartizione territoriale delle 3 circoscrizioni esistite dal 2009 al 2014

La città è stata suddivisa in 9 circoscrizioni comprendenti più quartieri e frazioni fino al 2009, quando, anche a seguito della legge finanziaria del 2008, è stata avviata una riforma che ne ha ridotto il numero a 3. La seguente ripartizione territoriale è stata pertanto in vigore dal 2009 fino al 2014, quando la legge 42/2010 ha soppresso le circoscrizioni per i comuni con una popolazione inferiore ai 250.000 abitanti:
| Circoscrizione | Superficie | Residenti | Distretti-Quartieri |
| -------------- | ---------- | --------- | --- |
| I Est          | 118,23 km² | 29.257    | Quartieri: Centro Storico (parte est), Achille Grandi, Bovio, Campofregoso-Brin, Casali di Papigno, Cervara, Ex Ferrovieri, Pentima, Rosaro, San Carlo, Sant'Agnese, Toano, Trevi, Tuillo, Volghe-Prisciano. Frazioni: Collestatte, Collestatte Piano, Larviano, Marmore, Miranda, Papigno, Piediluco, San Liberatore, Torreorsina, Valserra (Rocca San Zenone, Collelicino, Castagna, Romita, Appeccano, Poggio Lavarino, Cecalocco, Battiferro, Acquapalombo, Colle Giacone, Giuncano, Polenaco, Pracchia, Porzano). |
| II Nord        | 60,72 km²  | 39.605    | Quartieri: Centro Storico (parte ovest), Campitello, Cardeto-Uffici Finanziari, Campomaggiore, Cinque Strade, Colle Dell'Oro, Collerolletta, Dalmazia-San Martino, Fiori, Fonderia, Gabelletta, Maratta, Palma, Piedimonte, Pozzo Saraceno, Rivo. Frazioni: Cesi |
| III Sud        | 32,95 km²  | 44.551    | Quartieri: Campomicciolo, Cesure, Cospea, Giardino, Italia, Le Grazie, Matteotti, Perticara-San Rocco, Polymer-Campomaggio, Sabbione-Pantano, San Lucio (Ex Shanghai), San Giovanni, San Valentino, Staino, Valenza, Vallecaprina-Boccaporco. Frazioni: Collescipoli |

### Frazioni
Acquapalombo, Appecano, Battiferro, Cecalocco, Cesi, Collegiacone, Colle Sant'Angelo, Collescipoli, Collestatte, Giuncano, La Castagna, Larviano, Marmore, Miranda, Papigno, Piediluco, Poggio Lavarino, Polenaco, Porzano, Pracchia, Rocca San Zenone, San Liberatore, Titurano, Torreorsina, San Carlo.

## Economia
Tra la fine dell'Ottocento e i primi del Novecento la città conobbe un importante processo di industrializzazione con la creazione di numerose fabbriche.
Questo processo di industrializzazione e un parallelo sviluppo economico-imprenditoriale hanno portato la città a diventare un importante polo siderurgico, metallurgico e chimico dell'economia italiana.
Sotto la spinta politica del PNF "la Terni", come erano più brevemente chiamate le acciaierie, finanziò, soprattutto negli anni trenta, la costruzione di alloggi per gli operai, fino ad interi quartieri. La concessione dello sfruttamento dell'intero sistema idrico Nera-Velino e le notevoli commesse militari spinsero la 'Terni' ad essere uno dei maggiori gruppi industriali italiani: entrata nell'IRI nel 1933, oltre a sfornare acciaio, produceva in un anno circa un miliardo di kilowattora di energia elettrica dalle centrali del sistema dei fiumi Salto e Turano nel Lazio, e del Vomano in Abruzzo; produceva in esclusiva, negli stabilimenti chimici di Nera Montoro, l'ammoniaca secondo il processo Casale,. Nel 1922 assorbì la Società Italiana del Carburo di Calcio che produceva carburo di calcio e composti azotati nel nuovo stabilimento di Papigno. Nel 1927 la 'Società Umbra Prodotti chimici', modificatasi poi in 'Viscosa Umbra', iniziò la produzione di solfuro di carbonio. Nel 1939 fu costruito lo stabilimento della 'Società Anonima Industria Gomma Sintetica' (SAIGS), su iniziativa dell'IRI e della Pirelli, per la sintesi del butadiene dal carburo di calcio.
Nel secondo dopoguerra, il nuovo Centro Ricerche della fabbrica chimica della Polymer iniziava a studiare le fibre poliestere e acrilica, protette dal segreto durante la guerra e delle quali pertanto ben poco si conosceva. Il Centro Ricerche studiava, inoltre, la fibra clorovinilica di cui iniziava a la produzione industriale. Oggetto di ricerca era il processo di produzione del polimero clorovinilico (PVC). In questo centro lavorava nel 1954 Giulio Natta, quando riuscì a mettere a punto i catalizzatori per la polimerizzazione stereochimica selettiva delle alfa-olefine: nove anni dopo, nel 1963, Natta fu insignito del Premio Nobel per la chimica, unico finora in Italia.
Il fucile Carcano, modello 91/38 matricola C2766, con il quale Lee Oswald avrebbe assassinato il presidente Usa John Fitzgerald Kennedy, fu costruito nel 1940 nella Regia fabbrica d'Armi di Terni.
Nel 1992 alle acciaierie di Terni fu sequestrata la culatta del famoso "super cannone" commissionato da Saddam Hussein.
Oggi l'economia cittadina è ancora imperniata sull'acciaieria, che dalla fine degli anni novanta è totalmente in mano della multinazionale tedesca ThyssenKrupp. Dopo le dure trattative del 2004 e 2005, terminate con la chiusura del reparto di produzione dell'acciaio magnetico, unico sito in Italia, il trend sembra essere positivo, con nuovi investimenti della proprietà specialmente nella produzione dell'inossidabile.
Inoltre la città si sta sempre più specializzando nel settore terziario, grazie alla posizione geografica che ne fa una cerniera tra l'Umbria, Roma e il Centro Italia; e della ricerca, grazie allo sviluppo universitario e al costituendo Centro di ricerca per le cellule staminali, progetto curato dallo scienziato Angelo Vescovi, e dal centro di ricerca per le Nanotecnologie. In tutto il territorio sono presenti 17 multinazionali, operanti soprattutto nei settori della chimica e della tecnologia.
Al 2015, il totale delle imprese presenti nel territorio ammonta a 10.590, di cui: il 39% è rappresentato da commercio e trasporti, il 25,3% dai servizi, il 12,3% dalle costruzioni ed il 9,1% dall'industria e produzione energetica.

### Fonti di energia
Nel comune di Terni è presente una centrale idroelettrica (Galleto), controllata da Enel Green Power che produce 530 MW.
Due sono le centrali termoelettriche, entrambe controllate da Edison S.p.A..
Nell'ambito delle energie rinnovabili si annovera TerniEnergia (installazione di impianti fotovoltaici, parchi eolici) e Genera (progettazione e realizzazione di impianti fotovoltaici, a biomasse e parchi eolici).

## Infrastrutture e trasporti

### Strade
Per la sua posizione strategica, Terni è collegata a tutte le maggiori città del centro Italia con tempi di percorrenza piuttosto brevi. Il sistema viario di Terni è composto da:
- La cosiddetta "trasversale nord del Lazio", formata dalle strade statali 675 Umbro-Laziale e 79 bis Ternana, che costituisce la tangenziale della città e la collega in direzione ovest a Viterbo, Civitavecchia ed il mar Tirreno, e in direzione sud alla città di Rieti, all'Abruzzo ed alle Marche meridionali (attraverso l'avveniristico ponte sulla Valnerina).
- L'itinerario europeo E45 formato in direzione ovest dalla succitata statale 675 che va dal nodo viario di Terni al casello autostradale di Orte collegandola all'A1 e in direzione nord dalla strada statale 3 bis Tiberina, che la collega all'Umbria settentrionale fino alla Romagna.
- La strada statale 3 Flaminia che ripercorre il percorso della vecchia Via Flaminia e dallo svincolo di Terni est prosegue fino a Fano.
- La strada statale 209 Valnerina che collega Terni alle località della Valnerina, e si connette alla SS79 bis all'altezza del quartiere di Cervara.

### Ferrovie

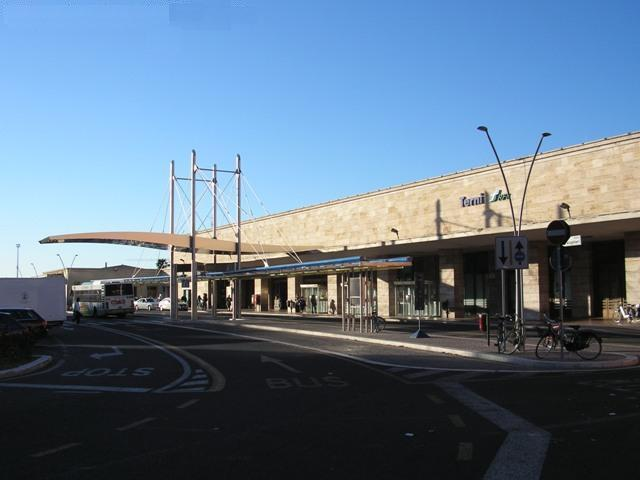
La stazione di Terni

La Stazione di Terni, situata sulla ferrovia Roma-Ancona, è servita da treni regionali e a lunga percorrenza, ed è interessata anche da alcuni treni merci, soprattutto in relazione alla presenza degli stabilimenti siderurgici e chimici raccordati. La stazione funge altresì da capolinea di due linee secondarie, a binario unico e trazione diesel, entrambe gestite da Rete Ferroviaria Italiana (RFI) e servite dai treni regionali di Busitalia-Sita Nord:
- La ferrovia Terni-Sansepolcro (chiusa al traffico dal 2017 per lavori di manutenzione), lungo la quale si trovano le fermate suburbane di Terni-Borgo Rivo, Cesi e Sangemini.
- La ferrovia Terni-Rieti-L'Aquila, lungo la quale si trovano le fermate suburbane di Terni Cospea e Marmore; fino al 2014 era attiva anche quella di Stroncone, oggi soppressa.

### Mobilità urbana

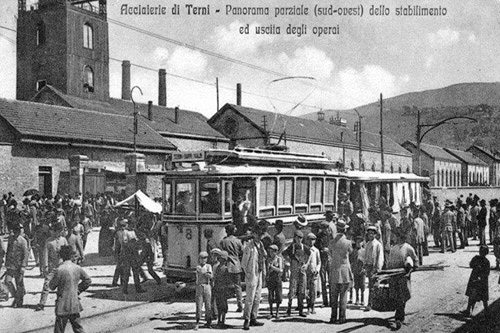
Convoglio in sosta davanti alle acciaierie (cartolina d'epoca)

I trasporti urbani e interurbani di Terni vengono svolti con autoservizi di linea gestiti da Busitalia-Sita Nord.
Fra il 1901 ed il 1933 fu attiva a Terni una linea tranviaria urbana che collegava la stazione Dante e la centrale piazza Tacito fino a raggiungere piazza Vittorio Emanuele, poi piazza della Repubblica. Una diramazione di tale linea conduceva presso le Acciaierie di Terni, dove sorgeva anche il deposito della società esercente, la STET. Quest'ultima esercì anche, fino al 1960, la tranvia Terni-Ferentillo, una linea extraurbana costruita prevalentemente per il trasporto delle merci lungo la Valnerina.

### Aeroporti
La città dispone dell'aviosuperficie Alvaro Leonardi (ICAO: LIAA), presso la zona di Maratta, per piccoli aerei, adibita a scuola di volo nonché a servizio delle forze di sicurezza e protezione civile e alla pratica del paracadutismo.

## Amministrazione
Dal 1946 al 1993, Terni è stata guidata da sindaci del PCI, del PRI e del PSI. Con l'introduzione dell'elezione diretta del sindaco da parte dei cittadini avvenuta nel 1993 è stata eletta la prima giunta di centrodestra, guidata dal forzista Gianfranco Ciaurro. Dal 1999 al 2018 si sono poi succedute altre giunte di centrosinistra e centrodestra.
Nel 2018 si è insediata un’amministrazione di centrodestra a trazione leghista e sostenuta dai principali partiti di centrodestra. Con l’elezioni amministrative del 2023 viene eletto Stefano Bandecchi, che con Alternativa Popolare, sconfigge il centrodestra e il centrosinistra.
La sede del comune è a palazzo Spada. In precedenza era presso il palazzo comunale di piazza della Repubblica, dove dal 2004 è stata trasferita la bibliomediateca comunale.

### Gemellaggi
- Cartagena
- Saint-Ouen
- Praga
- Dunaújváros

### Patti di amicizia
- Kobe
- Wilaya di Auserd

## Sport
Terni ha ospitato otto volte l'arrivo di tappa del Giro d'Italia (1926, 1940, 1951, 1957, 1976, 1978, 1987, 1995) ed una volta (nel 2023) è stata partenza di tappa.
La città vanta inoltre lo svolgimento della prima maratona internazionale della regione, la Maratona di San Valentino, organizzata dal gruppo dell'Amatori Podistica Terni.
Città europea dello Sport 2021
La città è stata ufficialmente proclamata Città europea dello Sport per l'anno 2021 dall'ACES (Associazione delle Capitali Europee dello Sport). Nello stesso anno il riconoscimento è stato conferito ad altre città italiane come Potenza, Rieti e Siena.

### Principali società sportive

La squadra della Ternana nella stagione 1972-1973, quando le "Fere" furono la prima squadra a rappresentare l'Umbria nella storia della Serie A

A Terni vi sono diverse società sportive che gareggiano, anche con risultati eccellenti, nei livelli nazionali e internazionali delle rispettive discipline, tra le quali:
- la Ternana (calcio), prima formazione cittadina e la prima squadra umbra a raggiungere la Serie A, massima divisione del calcio italiano;
- la Ternana Calcio Femminile, la Ternana calcio a 5 ed il Terni Calcio a 5 (calcio a 5);
- il Circolo Lavoratori Terni (pallavolo, calcio a 5, canottaggio, tennis, ginnastica artistica, nuoto ed altri sport);
- il Circolo Scherma Terni, storica società della tradizione schermistica italiana[110][111][112];
- la LEO Basket Terni, nata nel 1961, che ha raggiunto nel corso della sua storia la serie B maschile e la pool A2 femminile;
- la Ternana Pallavolo;
- la Ternana Basket;
- la Ternana Rugby;
- il Terni Rugby;
- il Terni Steelers American Football Team;
- l'INTERAMNA basket;
- l'Union Basket Terni.
- Terni pallanuoto[113]
- Arcieri Terni
- Tennis - Padel club Terni
- Golf club La Romita[114]
- Athletic Terni, atletica leggera[115]
- Accademia Pugilistica Ternana[116]

### Impianti sportivi
I più importanti impianti sportivi della città di Terni sono:

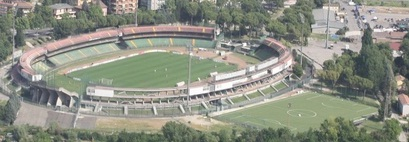
Lo stadio Libero Liberati

- Stadio Libero Liberati (calcio), che ospita le partite interne della Ternana;
- PalaTerni (pallacanestro, pallavolo, scherma, ginnastica artistica, pugilato, sport da combattimento [118],concerti);
- PalaDiVittorio (pallacanestro, pallavolo, pallamano, calcio a 5);
- PalaDeSantis (tennistavolo, arti marziali); è Centro Federale del tennistavolo;
- PalaITIS (pallavolo, pallacanestro);
- Palazzetto La Cupola (pallacanestro);
- Palazzetto della Scherma (scherma);
- Stadio Mario Cicioni (calcio);
- Stadio Mirko Fabrizi (calcio);
- Camposcuola Casagrande (atletica);
- Piscina olimpionica CLT (nuoto);
- Piscina olimpionica Viale dello Stadio (nuoto,pallanuoto);
- Centro tecnico sportivo federale Piediluco (canottaggio); è il Centro di preparazione sportiva della nazionale italiana di canottaggio
- Centro Tiro con l'arco[119]
- Campo Golf

## Bibliografia

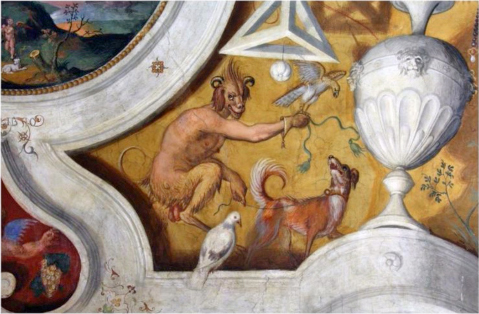
Satiro cacciatore con cane e poiana (dettaglio, Sala dell'Olimpo, Stellaert Marten e Congnet Gillis, 1567, Palazzo Giocosi, Terni)

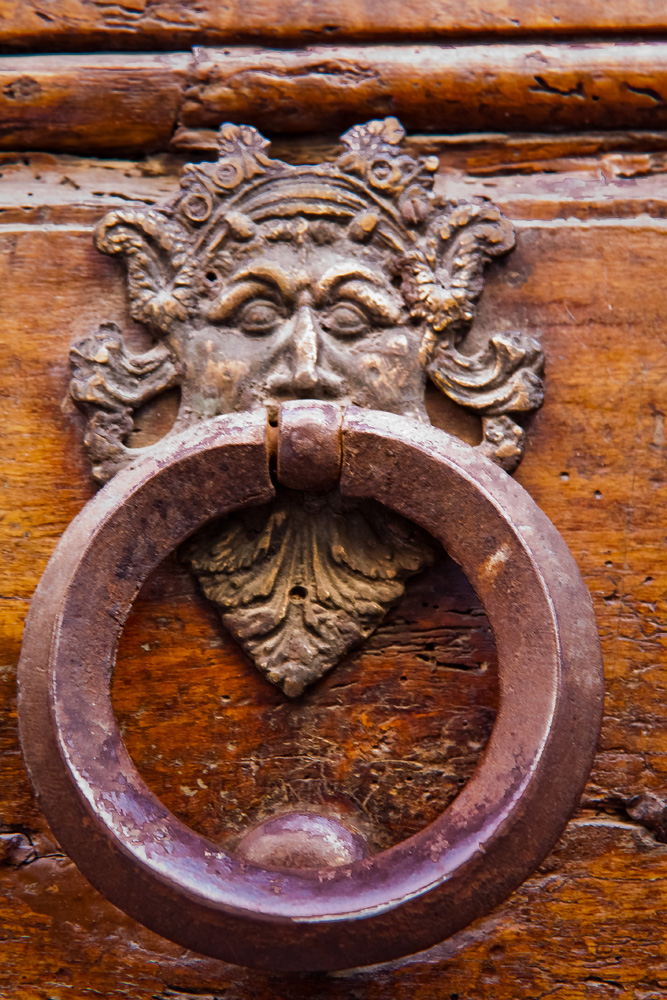
Antico battente con volto grottesco (Terni, XVI-XVII secolo circa)